# 土佐神社

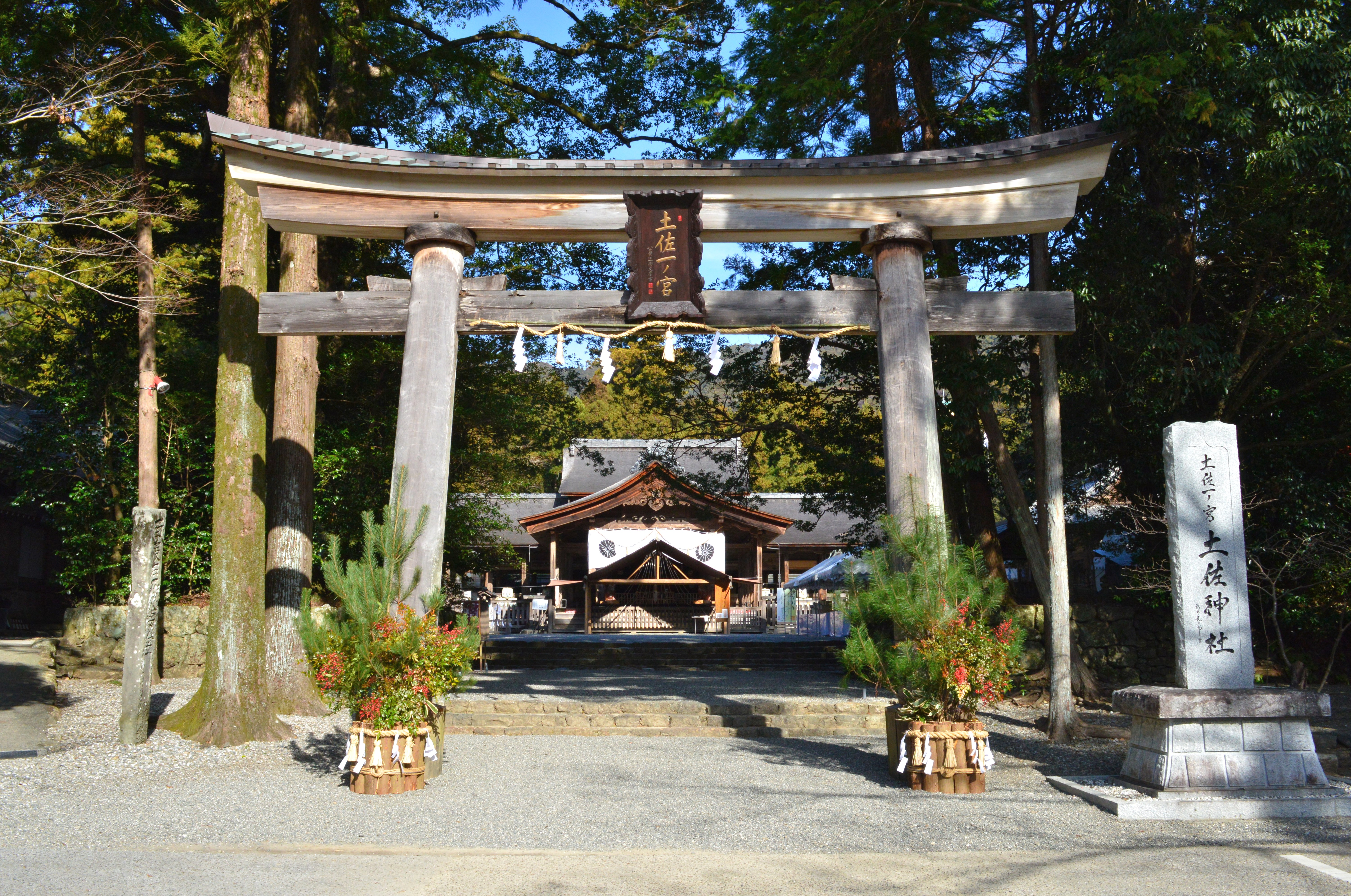
鳥居扁額の「土佐一ノ宮」は近衛文麿の筆。

土佐神社（とさじんじゃ）は、高知県高知市一宮（いっく）しなねにある神社。式内社（大社）、土佐国一宮。旧社格は国幣中社で、現在は神社本庁の別表神社。

## 概要
高知市北東部、南国市へと通じる逢坂越えの西麓に鎮座する。『日本書紀』や『土佐国風土記』（逸文）の記述で知られるように古代から祀られた古社で、中世・近世には土佐国の総鎮守として崇敬された高知県を代表する神社である。
代々の領主は土佐神社に対して崇敬が篤く、現在の主要社殿は戦国大名の長宗我部元親による造営、楼門（神光門）・鼓楼は土佐藩第2代藩主の山内忠義による造営で、いずれも国の重要文化財に指定されている。また祭事としては土佐三大祭の1つとして知られる例祭「志那禰祭（しなねまつり）」が古代から続き、神宝としては鰐口・能面・銅鏡等を伝世している。

## 社名
現在の社名「土佐神社」は明治の改称によるもので、それ以前の史料では次のように表記される。
- 土左大神 - 『日本書紀』[原 1][原 2]、『土佐国風土記』逸文[原 3]
- 土左高賀茂大社 - 『土佐国風土記』逸文[原 4]
- 都佐坐神社 - 『延喜式』神名帳[原 5]
- 都佐坐神 - 『日本三代実録』[原 6]
- 高賀茂神 - 『長寛勘文』

中世・近世には一般に「高賀茂大明神」と称されており、一部には「一宮大明神」とする史料も見られる。この「一宮」は土佐神社が土佐国の一宮であったことに由来するもので、土佐神社周辺の地名に現在も使用されるが、土佐では「いっく」と読まれる。
明治4年（1871年）、国幣中社に列するに際し社名を「土佐神社」と改称した。地元では「しなねさま（志那禰様）」とも称されている。

## 祭神
祭神は次の2柱。
- 味鋤高彦根神（あじすきたかひこねのかみ）
神名を『古事記』では「阿遅鉏高日子根神」、『日本書紀』では「味耜高彦根神」とする。特に『古事記』では大国主命と多紀理毘賣命の間の子とし、別称を「迦毛大御神（かものおおみかみ）」とする[2]。都佐国造の祖神とされる[4]。
- 一言主神（ひとことぬしのかみ）
神名を『古事記』では「葛城之一言主大神」、『日本書紀』では「一事主神」とする。両書でいずれも雄略天皇段に登場する神で、特に『古事記』では悪事・善事も一言で言い放つ託宣の神とするが、系譜は不詳。
この一言主神は大和葛城地方（現・奈良県御所市周辺）において巫覡を事とした集団に関わる神といわれ、事代主命と同神とする説もある[1]。なお『先代旧事本紀』では、素戔烏尊の子とする[2]。

中世における祭神の本地仏は阿弥陀如来。後述のように、古くから祭神として味鋤高彦根説・一言主説が存在するが、現在は上記のように両説を採り祭神2柱としている。

### 祭神について
土佐神社の祭神は、古くは『日本書紀』天武天皇4年（675年）条や朱鳥元年（686年）条で「土左大神」として、地方神としては珍しく「大神」の称号を付して記載された。この土左大神の祭祀には、在地豪族である三輪氏同族の都佐国造（土佐国造）があたったと考えられている。
710年代から720年代の成立になる『土佐国風土記』の逸文（他書に引用された断片文）では、
とあり、この頃には人格神として一言主説・味鋤高彦根説が存在した。この一言主・味鋤高彦根とも、大和葛城地方（現・奈良県御所市周辺）で賀茂氏が奉斎した神々とされる。なお『土佐国風土記』の別の逸文では、土左大神には御子神として天河命（あまのかわのみこと）が、さらに天河命には娘神として浄川媛命（きよかわひめのみこと）があると記されている。これら天河命・浄川媛命については、式内社の葛木男神社・葛木咩神社に比定する説がある（葛木咩神社は現在は葛木男神社に合祀）。
下って『続日本紀』天平宝字8年（764年）条では、大和葛城山で雄略天皇（第21代）と出会った「高鴨神」が、天皇と猟を争ったがために土佐に流されたものの、賀茂氏の先祖神であったことにより天平宝字8年に大和国葛上郡の本処に戻し祀られたと見える。また『釈日本紀』（鎌倉時代末期成立）所引『暦録』では、葛城山で「一言主神」が雄略天皇と出会ったとし、一言主は土佐に流されて「土佐高賀茂大社」に祀られ、天平宝字8年にその神霊を葛城に戻し復祠を建てるにあたり、神霊の和魂は土佐に留め祀ったとしている。これらの記述以後土佐神社祭神に関しては、一言主説、味鋤高彦根説、一言主・味鋤高彦根同一神説などが展開された。
このような雄略天皇と一言主（一事主）の説話は、『古事記』（712年成立）や『日本書紀』（720年成立）にも記されるが、両書では土佐配流の記述は存在しない。この事実から、近年の研究においては記紀の説話が原初とされ、『続日本紀』や『釈日本紀』の土佐配流部分は後世の付加と見られている。その背景としては、その間に大和葛城地方の豪族である賀茂氏が土佐に勢力を及ぼし、都佐国造の祀る土左大神に賀茂氏祖先神の神格を加えるにあたり、土左大神の鎮座譚に雄略天皇の葛城説話を組み込んだと想定される。また、一言主や高鴨神にはともに配流伝承があったため、土左大神に合祭した神として一言主・味鋤高彦根（高鴨神の人格神）の異説が生じたとする説もある。なお、『先代旧事本紀』に見える都佐国造祖の小立足尼が賀茂氏の系譜に連なると見られることから、原始祭祀を担っていた都佐国造自体にも賀茂氏の進出を受け入れる素地があったとする説もあがるが、土佐の賀茂氏自体が都佐国造族の土佐君が改姓したものと見る説もある。

## 歴史

### 創建

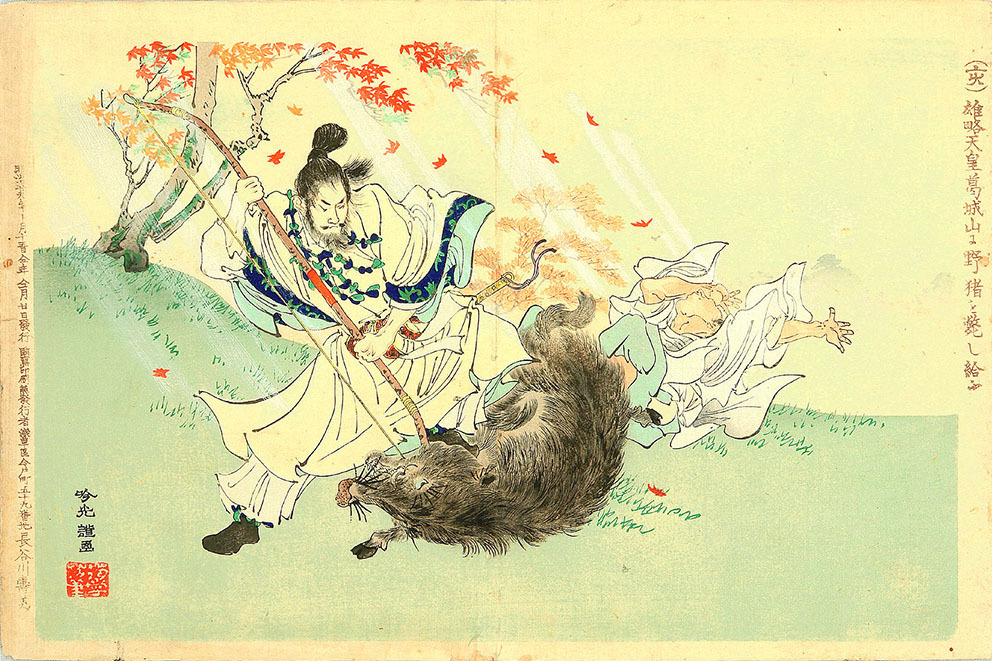
雄略天皇と葛城山の大猪

『釈日本紀』（鎌倉時代末期成立）所引『暦録』によると、雄略天皇（第21代）4年2月に天皇が大和葛城山にて狩りをしている最中、天皇は一言主神と出会ったが、その不遜な言動により一言主神を土佐に流した。流された一言主神は、土佐において初め「賀茂之地」に祀られ、のち「土佐高賀茂大社」（現在の土佐神社に比定）に遷祀された。そして天平宝字8年（764年）に賀茂氏の奏言によって一言主神は大和国の「葛城山東下高宮岡上」に遷されたが、その和魂はなお土佐国に留まり祀られている、という。土佐神社側では、この記事をもって雄略天皇4年を神社の創建と伝える。初めに鎮座した「賀茂之地」の比定地には、西方の賀茂神社（幡多郡黒潮町入野、式内社）、賀茂神社（須崎市多ノ郷）、鳴無神社（須崎市浦ノ内）など諸説があるが明らかでない。
前述（「祭神」節）のように、歴史的には在地豪族の都佐国造が土左大神の原始祭祀を行なったが、賀茂氏進出に伴いその祭祀権は賀茂氏に移ったとされる。この都佐国造の本拠地には諸説があるが、『土佐国風土記』逸文で土左高賀茂大社の東4里（約2キロメートル）に土佐郡の郡家（郡衙）があると見えることから、この郡家は国造の館を踏襲したと推測して一宮周辺に比定する説が有力視される。一宮周辺含め都佐国造の領域（高知県中部・東部）では、古墳時代後期（6世紀-7世紀代）の多くの古墳の分布が知られる。
なお、土佐神社境内の東北辺に祀られている「礫石（つぶていし）」に関して、古くはこれを磐座として祭祀が行われたとする説がある。そのほか、土佐神社付近にも古墳2基（一宮古墳群）があったことが知られる。

### 概史
史実として国史に土佐神社の記載が見えるのは『日本書紀』天武天皇4年（675年）条が初見で、「土左大神」から天皇に神刀1口が献上されたという。これはレガリア（首長の政治的権力の象徴品）の献上、すなわち土左大神奉斎氏族の朝廷への服属を意味すると解されている。また同書朱鳥元年（686年）8月条によると、朝廷から秦忌寸石勝が派遣されて土左大神に奉幣のことがあったという（天武天皇13年（684年）の白鳳地震および朱鳥元年（686年）6月からの天武天皇の体調悪化に対応する奉幣か）。
『続日本紀』では天平宝字8年（764年）条に前述のように「高鴨神」の土佐配流伝承が見えるほか、『新抄格勅符抄』では天平神護元年（765年）に「高鴨神」に加えられた神封53戸のうち土佐国に20戸と記載が見え、中央の賀茂氏との関わりが示唆される。
天安3年（859年）1月には、「都佐坐神」の神階が従五位下から従五位上に昇叙されている。『長寛勘文』によると、承平5年（935年）の海賊平定祈願に功があったとして天慶3年（940年）に全国13社に昇叙のことがあったが、その中で土佐の「高賀茂神」は正一位の極位に叙せられている。
延長5年（927年）成立の『延喜式』神名帳では土佐国土佐郡に「都佐坐神社 大」と記載され、式内大社に列している。土佐国においては唯一の大社になる。また『和名抄』に見える地名のうちでは、現鎮座地は土佐郡土佐郷に比定されるほか、土佐郡神戸郷（比定地諸説）は土佐神社の封戸に関連する郷名とされる。
『百錬抄』元仁元年（1224年）条によると、大風（台風）によって「土佐国一宮」の神殿以下が一宇も残さずに顛倒したという（社伝では嘉暦元年（1326年）。再建は不明）。中世以降に土佐神社は土佐国において一宮の地位にあったとされるが、それはこの記事を初見とする。建武3年（1336年）には南朝・北朝勢力の合戦が一宮であったという。その後は詳らかでないが、文献によれば神職の武士化と見られる執行氏の存在が見えるほか、中世期の神社一帯には「一宮庄（一宮荘）」という荘園が形成されていたと見られる。また『土佐物語』では天文年間（1532年-1555年）に神職75人が長宗我部国親に降伏したと伝えており、この頃から長宗我部氏を支持する勢力になったと推測される。
| 長宗我部元親像（左）・山内忠義像（右）元親は現在の本殿・幣殿・拝殿を、忠義（土佐藩第2代藩主）は現在の鼓楼・楼門を造営。 |  | 長宗我部元親像（左）・山内忠義像（右）元親は現在の本殿・幣殿・拝殿を、忠義（土佐藩第2代藩主）は現在の鼓楼・楼門を造営。 |
| 長宗我部元親像（左）・山内忠義像（右）元親は現在の本殿・幣殿・拝殿を、忠義（土佐藩第2代藩主）は現在の鼓楼・楼門を造営。 |  | |

戦国時代には、永正6年（1509年）頃（諸説あり）の本山氏による岡豊城（長宗我部氏居城）侵攻で一宮村が焼かれ、土佐神社社殿も延焼により本殿以外ほとんどを焼失したという。これを受けて長宗我部元親は永禄10年（1567年）から社殿再建に着手し、元亀2年（1571年）に現在の本殿・幣殿・拝殿（いずれも国の重要文化財）が完成した。その再建工事の諸役には、高知平野の家臣が上下問わず課されている。また『長宗我部地検帳』によると、この頃の社領は一宮村を始めとして薊野・杓田・布師田・鴨部・石立・万々・朝倉・大高坂の各村に分布した。
江戸時代に土佐藩を治めた山内氏も土佐神社を崇敬し、第2代藩主山内忠義によって寛永8年（1631年）に楼門が、慶安2年（1649年）に鼓楼が造営されて現在に残っている（いずれも国の重要文化財）。また山内氏は、長宗我部氏が土佐国分寺で始めた千部経修行を土佐神社において再興し、毎年10月6日から12日にこれを行なっていた。江戸時代の社領としては、一宮村で7石8斗8升、薊野村で79石などと見える。
明治維新後、明治4年（1871年）に社名を「土佐神社」と改称し、近代社格制度において国幣中社に列した。戦後は神社本庁の別表神社に列している。なお、2003年度（平成15年度）には境内西側（土佐神社西遺跡）で発掘調査が実施され、寺社に関連する中世期の屋敷地が検出されている。

### 神階
- 六国史時代における神階奉叙の記録[19]
  - 天安3年（859年）1月27日、従五位下から従五位上 （『日本三代実録』）[原 6] - 表記は「都佐坐神」。
- 六国史以後
  - 天慶3年（940年）2月1日、正一位 （『長寛勘文』） - 表記は「高賀茂神土佐」。

### 神職

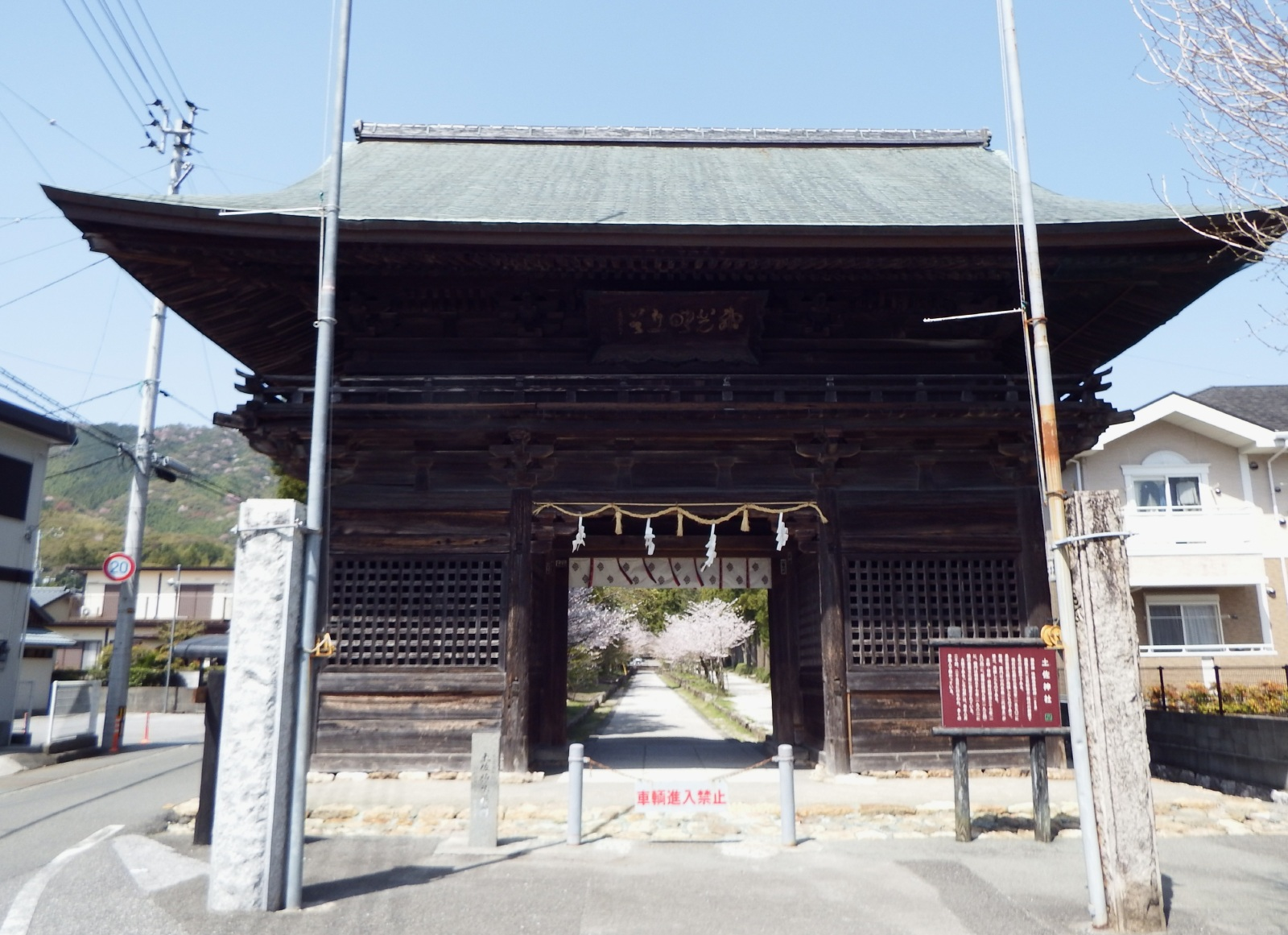
楼門（重要文化財）をくぐって正面奥に当社、右側に善楽寺

『長宗我部地検帳』では、神職として執行・執当・主頭・礼夫・神主・太夫・惣佾・一和尚などの記載が見える。
近世の神職は、『皆山集』によると執行・神主・一和尚・忌部3人・宮仕4人・社人の計25人であった。また、別当寺は筆頭別当の神宮寺（四国八十八箇所第30番札所）と次席別当の長福寺（その後江戸時代のうちに善楽寺と名称変更される）とが担っていた。明治初期に廃仏毀釈により両寺とも廃寺となり、神宮寺の本尊であるとともに、土佐神社の本地仏である阿弥陀如来像（鎌倉時代作、国の重要文化財）と護摩堂の不動明王像と大師像を国分寺に移座、楼門の仁王像は最御崎寺へ遷座し神門となる。そして、いち早く復興した安楽寺（高知市洞ヶ島）がその阿弥陀如来像を引き取って四国八十八箇所第30番札所を名乗り、神宮寺は復興されなかった。善楽寺は昭和5年（1930年）に復興し、不動明王像と大師像を国分寺から移し、こちらも四国八十八箇所第30番札所を名乗った。その後、64年間が経て、阿弥陀如来像はそのまま安楽寺に所在し本尊奉安霊場となり、札所は善楽寺となる。なお、この善楽寺では「土州一宮高賀茂大神宮」銘を有する天文18年（1549年）の銅造阿弥陀如来懸仏が伝世される。

## 境内

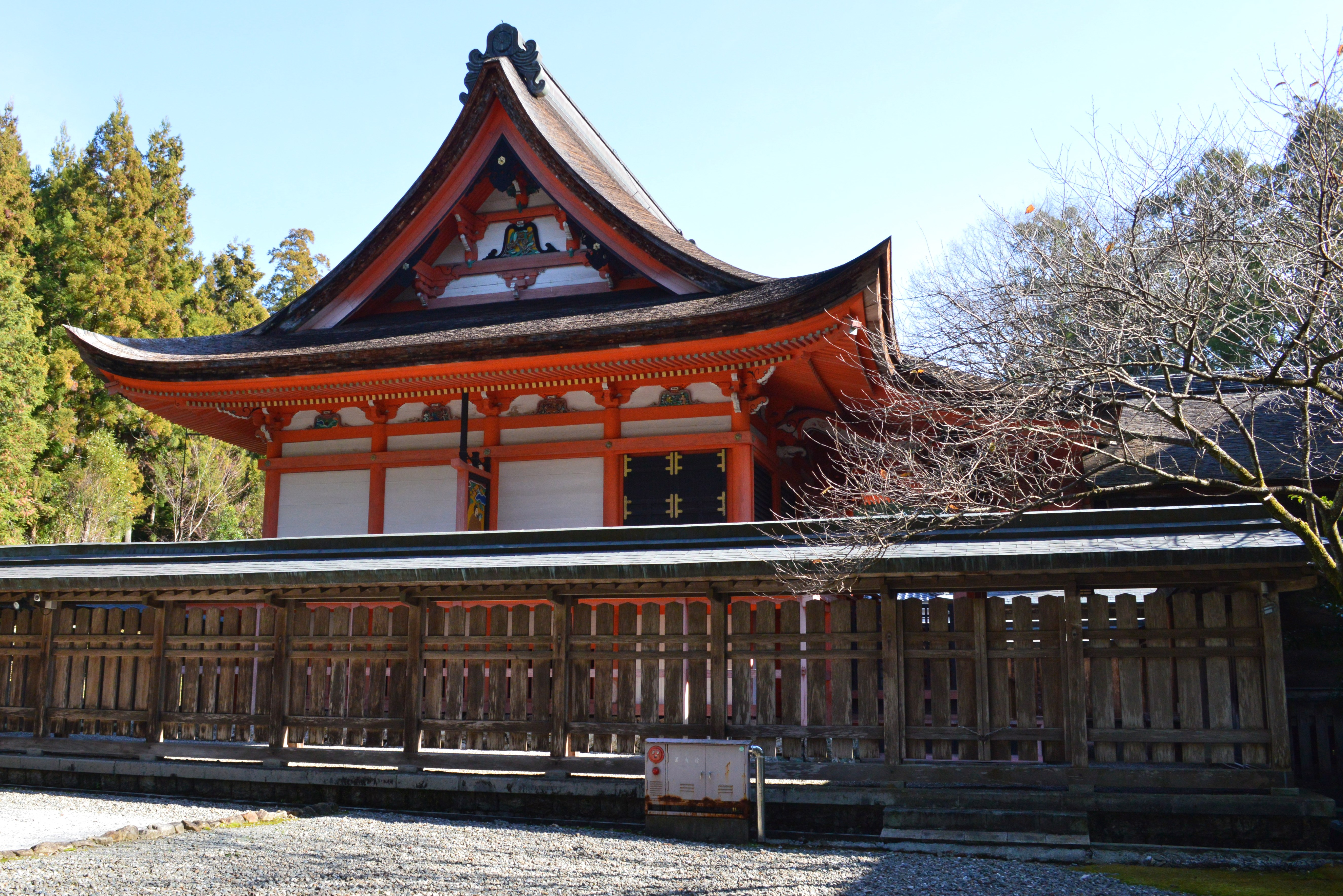
本殿（重要文化財）前面に幣殿が接続。

現在の主要社殿は、室町時代後期の戦国大名長宗我部元親による造営。旧社殿が本山氏による岡豊城侵攻の兵火で焼失したため、元親が四国平定を祈念して永禄11年（1567年）に再建に着手し、元亀2年（1571年）に完成したとされる。主要社殿は本殿・幣殿・拝殿から成り、本殿前に建つ幣殿と拝殿は平面に「十」字形を成す。これらは本殿を頭としたトンボ（蜻蛉）が飛び込む形を表す「入蜻蛉（いりとんぼ）」形式といわれ、戦からの凱旋報告を意味するとされる土佐神社独特なものである。これらの本殿（1棟）と幣殿・拝殿（合わせて1棟）は、いずれも国の重要文化財に指定されている。なお若宮八幡宮（高知市長浜）では、出陣に際しての戦勝祈願を意味する「出蜻蛉」形式の社殿が、同じく元親によって造営されている。各社殿の詳細は次の通り。
- 本殿 - 桁行五間・梁間四間、一重で、前面中央三間に向拝一間を付す。屋根は入母屋造で柿葺。外面は全体に極彩色で彩られ随所に彫刻が施されており、本殿内部は内陣・外陣に分かれている。全体的に寺院の本堂に近い造りになる。
- 幣殿 - 本殿前に立つ。桁行二間・梁間一間、一重。素木造で、屋根は切妻造で柿葺。折上小組格天井の中央に龍の絵が描かれている[26]。
- 拝殿 - 幣殿前に接続する。中央の高屋根部分は桁行一間・梁間一間、一重。高屋根部分の前面に桁行六間・梁間一間の「拝の出」を設け、高屋根の左右には桁行四間・梁間二間の翼殿を付す。素木造の簡素な造りで、屋根はいずれも切妻造で柿葺。「拝の出」の天井は化粧垂木の見える化粧屋根裏となっている[27]。

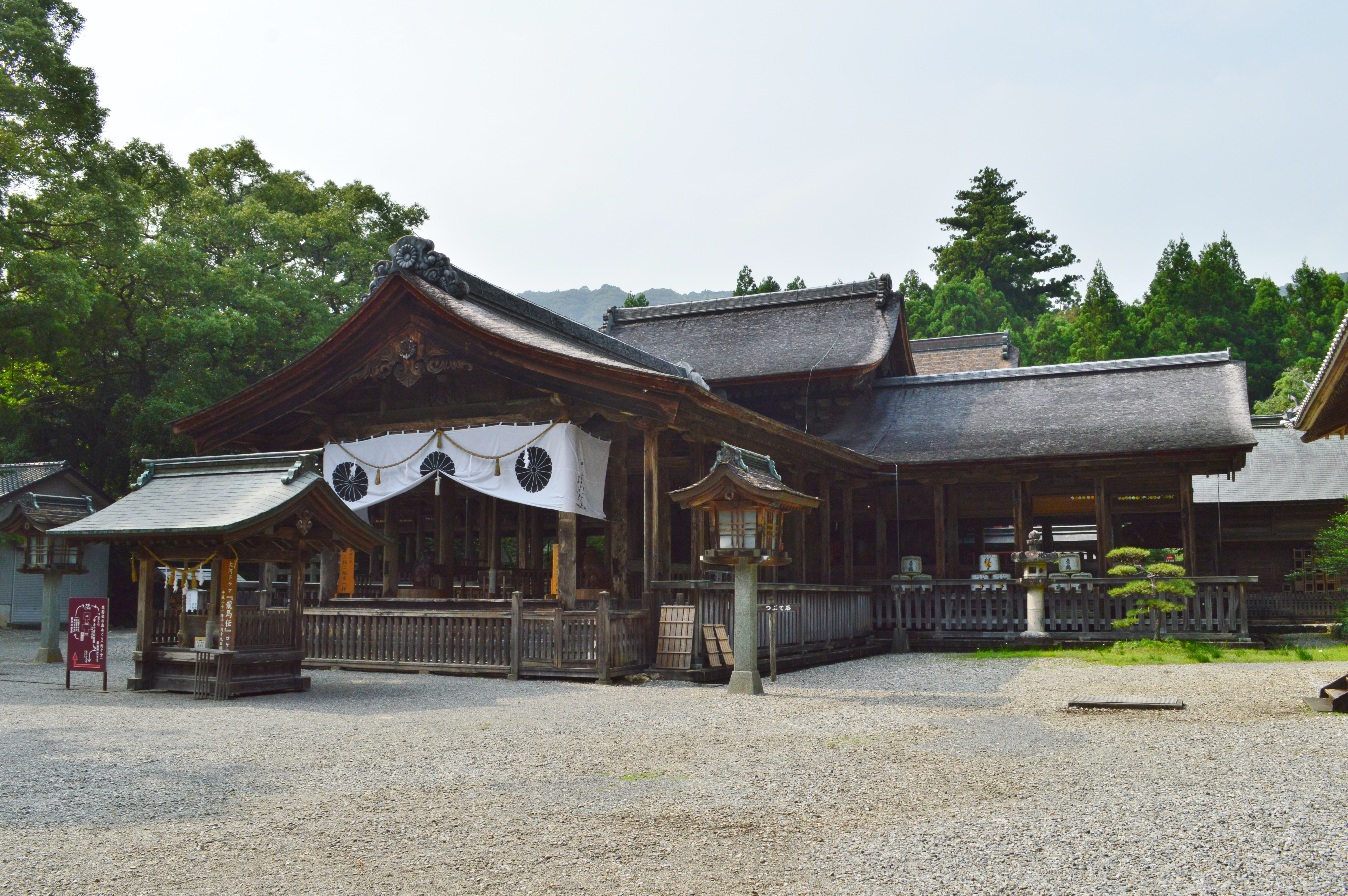
拝殿（重要文化財）拝殿（高屋根部分）からは左右に翼殿、前面に拝の出が接続する。
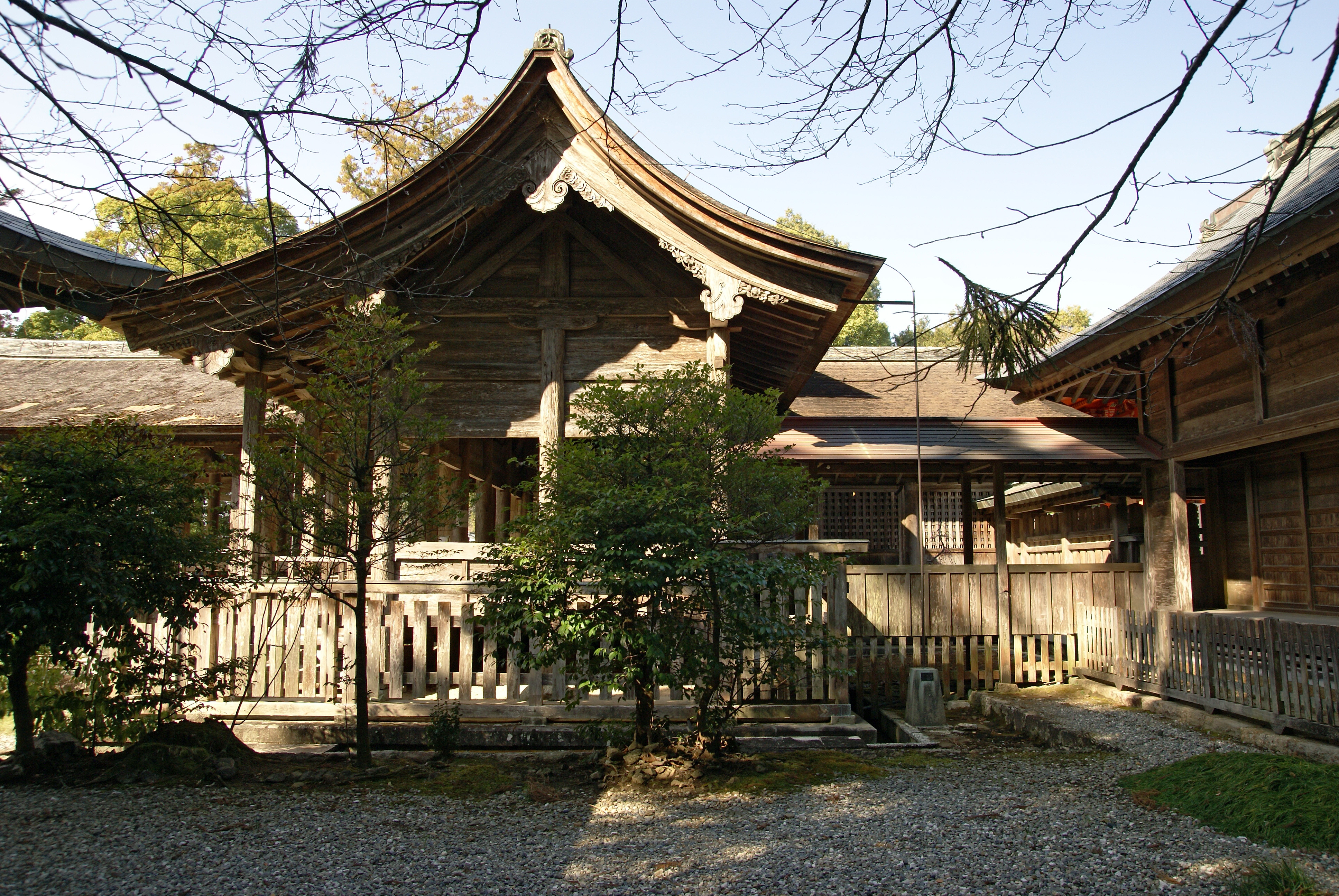
幣殿（右奥）と拝殿左翼殿（手前）
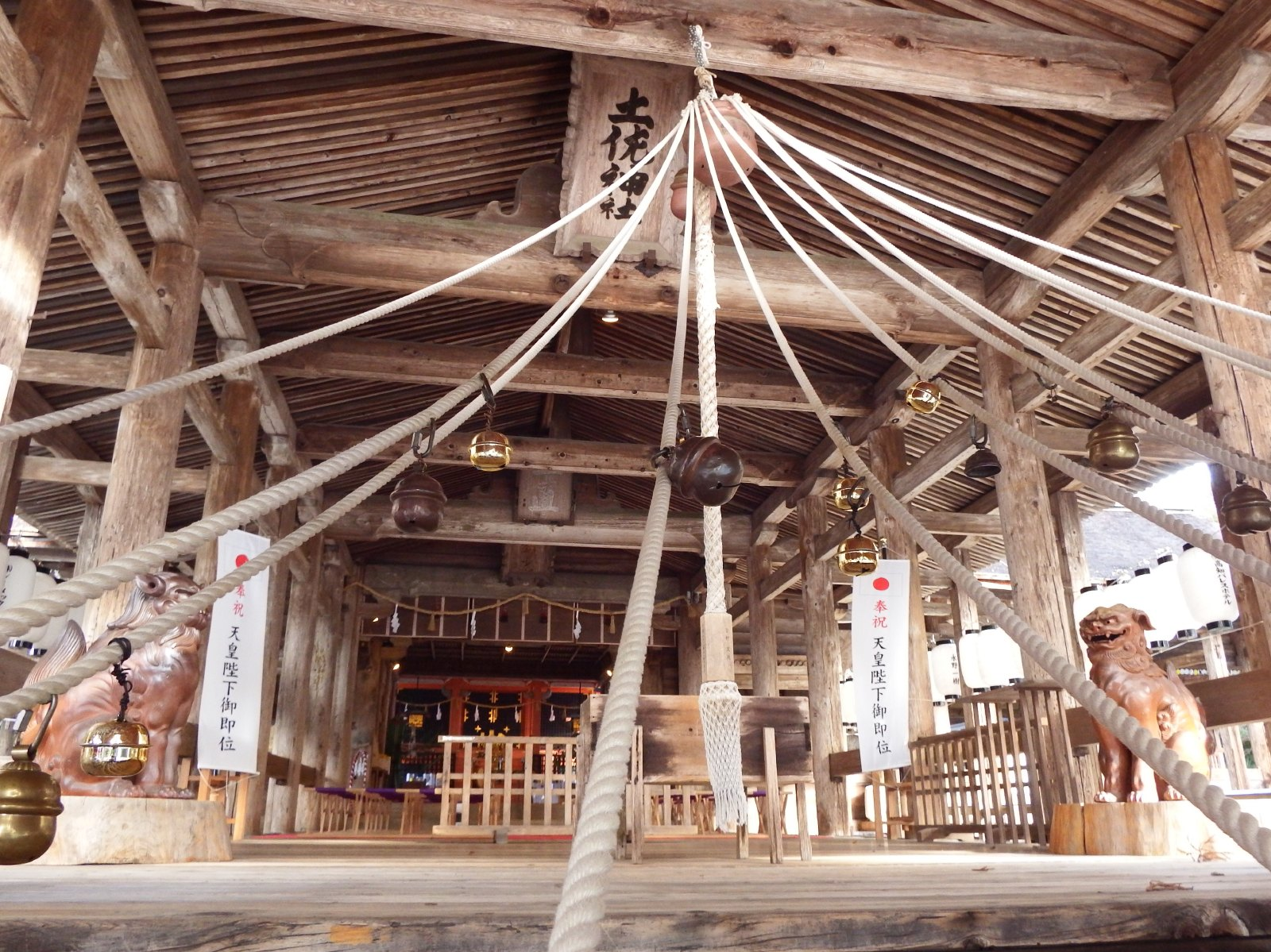
拝殿内部
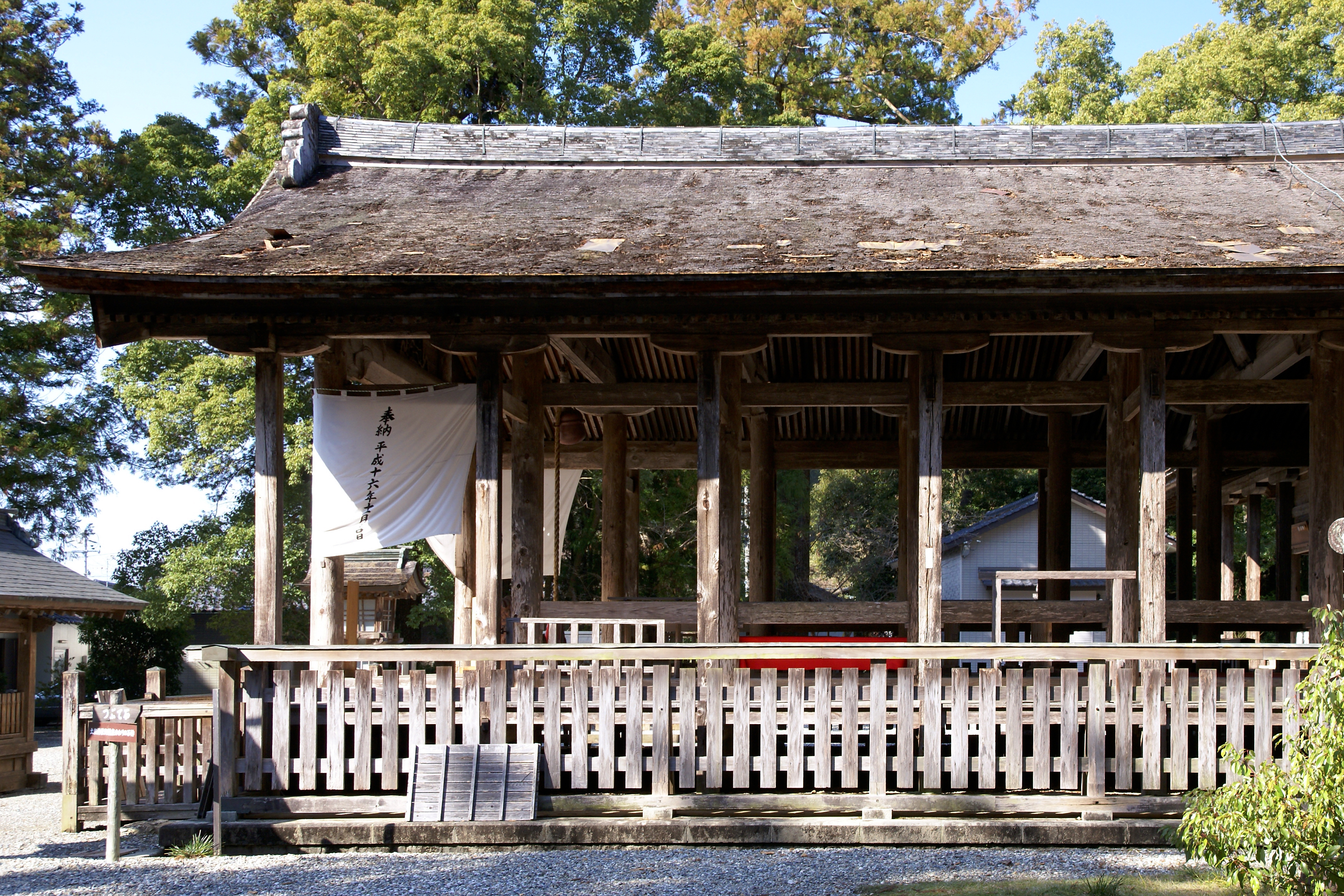
拝の出
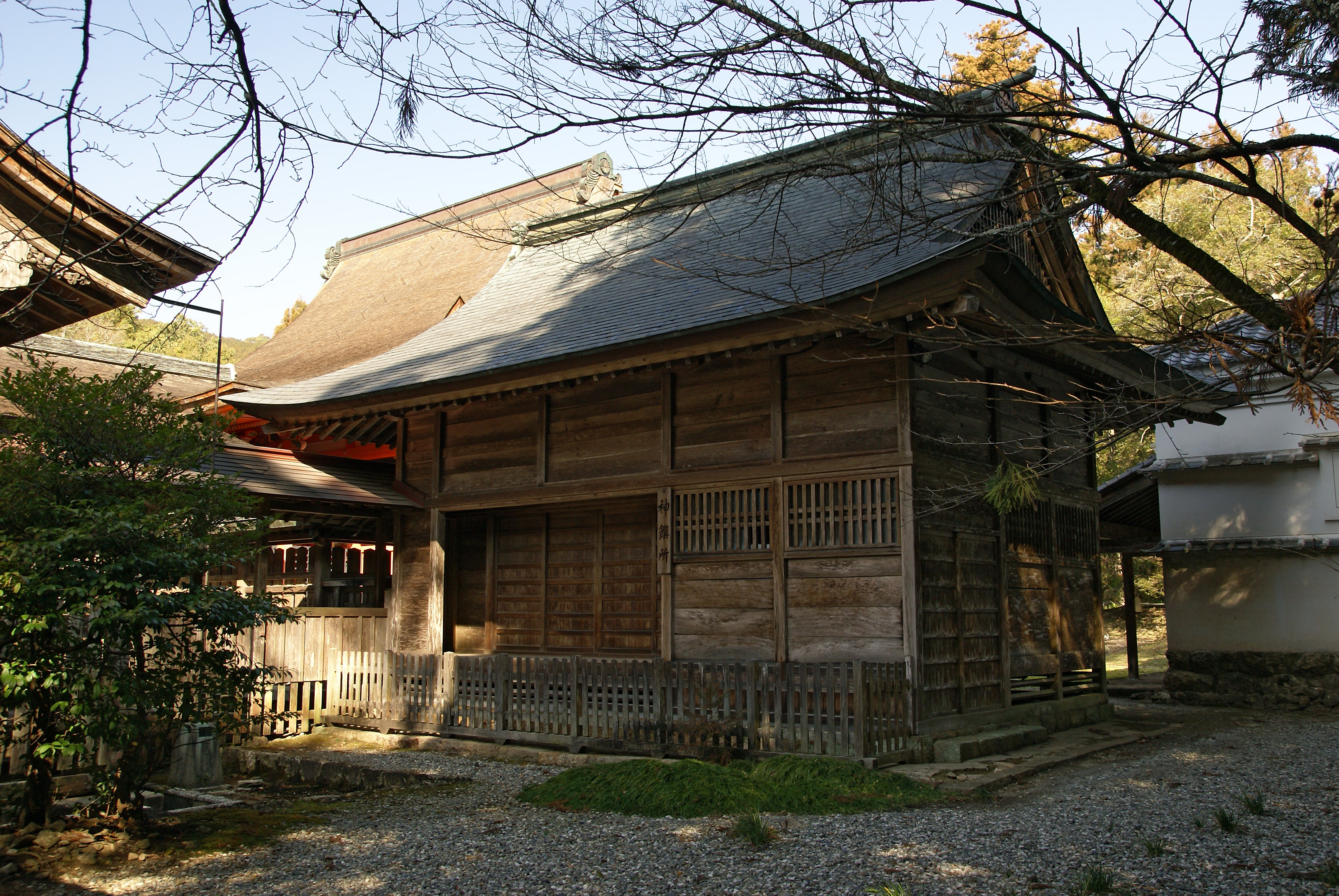
神饌所

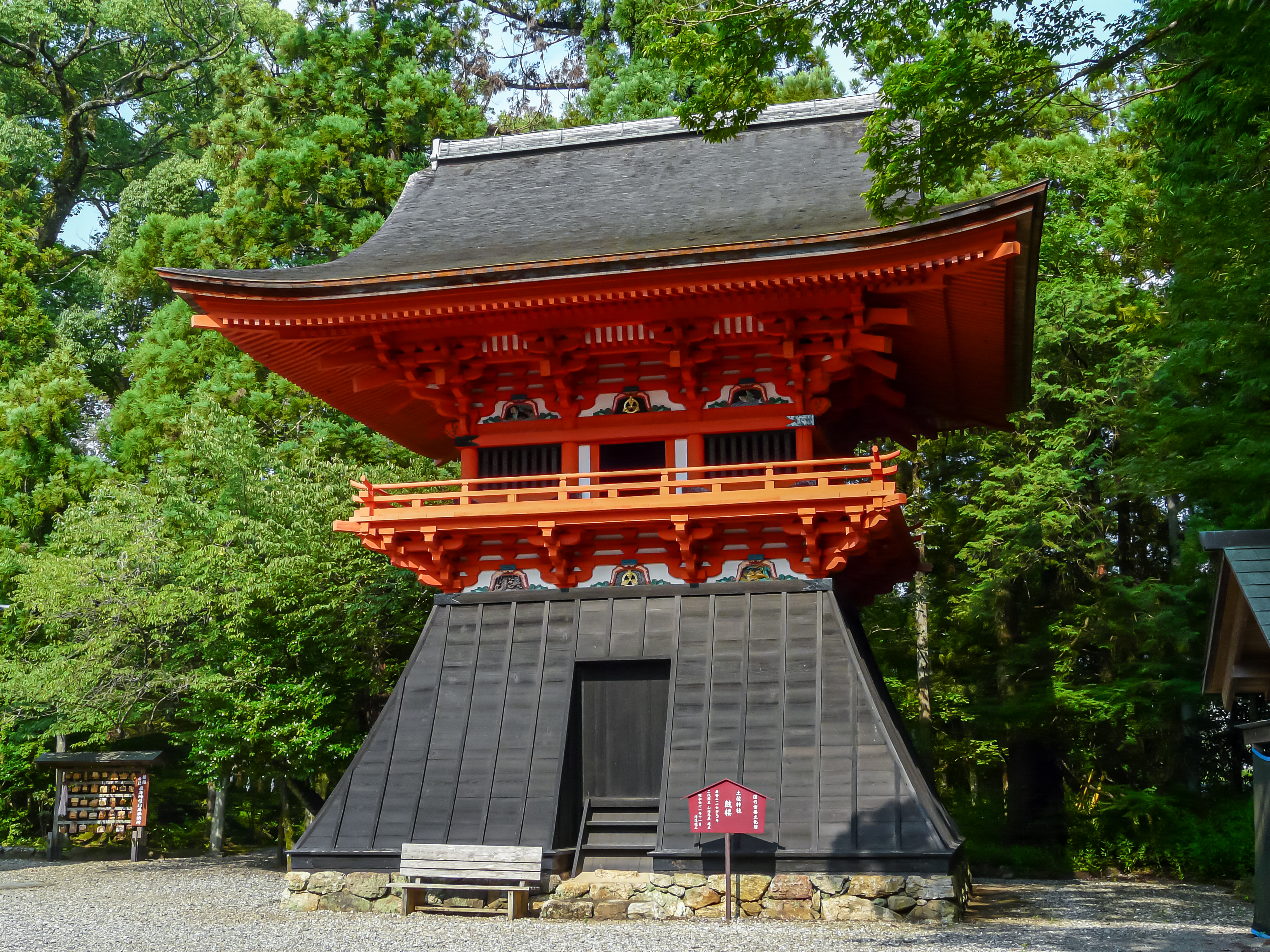
鼓楼（重要文化財）

- 鼓楼 - 拝殿南東に立つ。江戸時代前期の慶安2年（1649年）、土佐藩第2代藩主山内忠義による造営。二重で、屋根は入母屋造で柿葺。初層は「袴腰」と呼ばれる形式で、黒色の板を張り、中央に出入り口を設ける。上層は桁行三間・梁間二間で、彫刻・柱が彩色で彩られており、内部には時を知らせるための太鼓を吊るす。国の重要文化財に指定されている[28][29][30]。

- 楼門 - 境内入り口に立つ。「神光門」とも称され、江戸時代前期の寛永8年（1631年）、鼓楼同様に山内忠義による造営である。桁行三間、梁間二間の楼門（2階建て門で、初層・上層間に軒の出を造らないものをいう）で、屋根は入母屋造で銅板葺。初層は三間一戸（柱間三間で、中央の一間を通路とする意）で、左右間に随身を祀る。上層は初層に比して建ちが低く、勾欄を付した廻縁がめぐらされている。全体的に素木で、ほとんど装飾を付さない和様建築になる。国の重要文化財に指定されている[31][32][33]。

境内には、そのほか神庫・絵馬殿・輪抜祓所・社務所等の社殿がある。

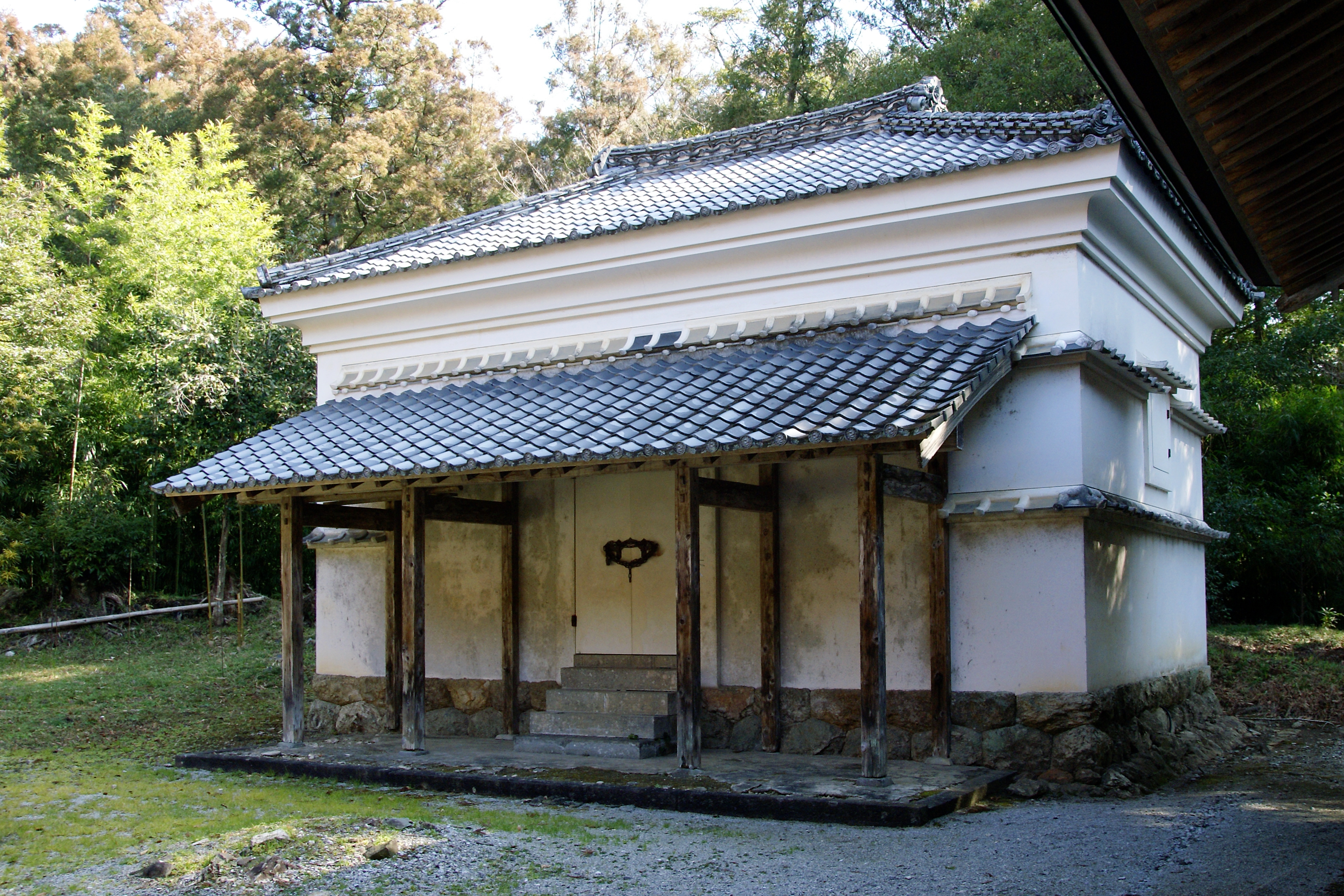
神庫
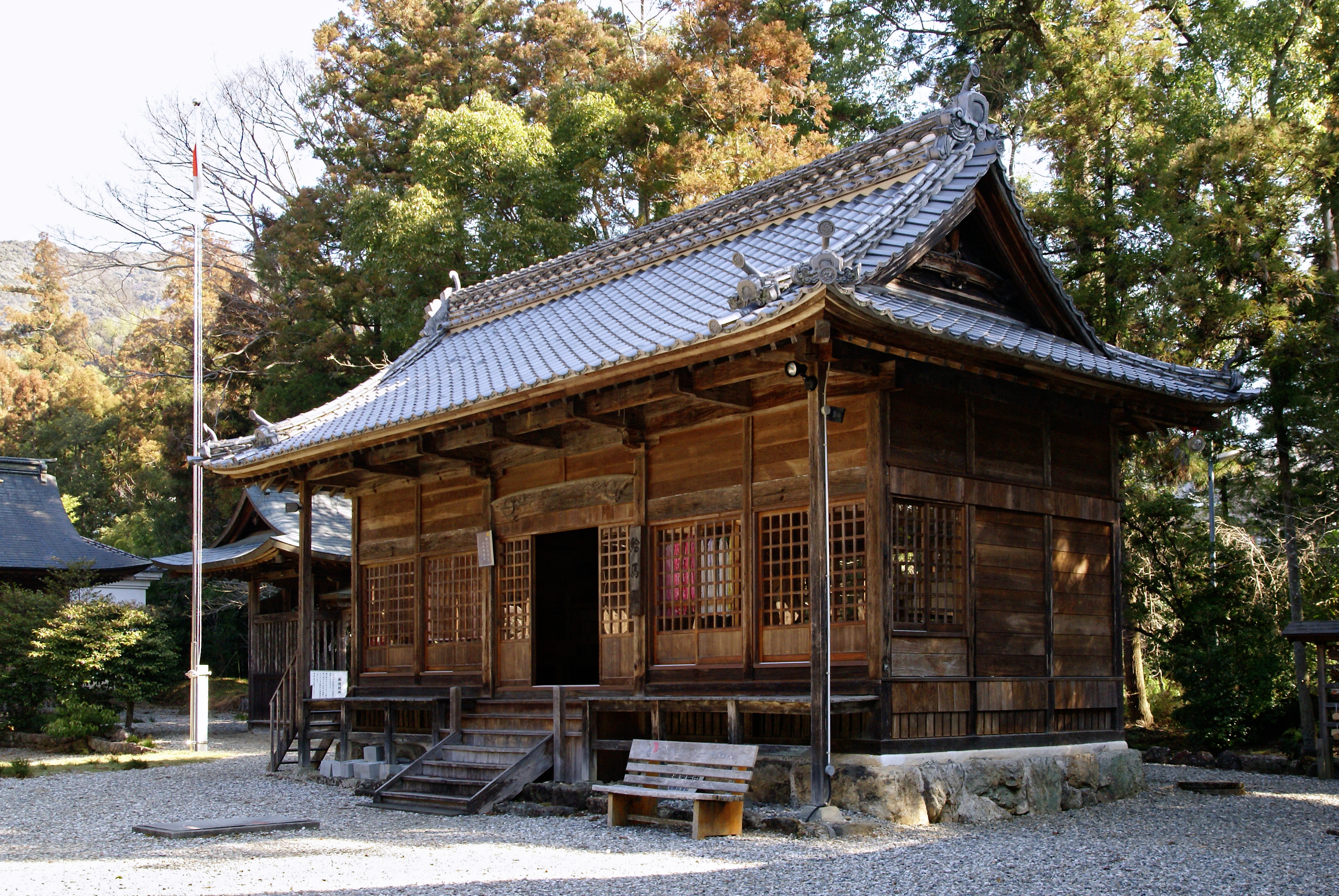
絵馬殿
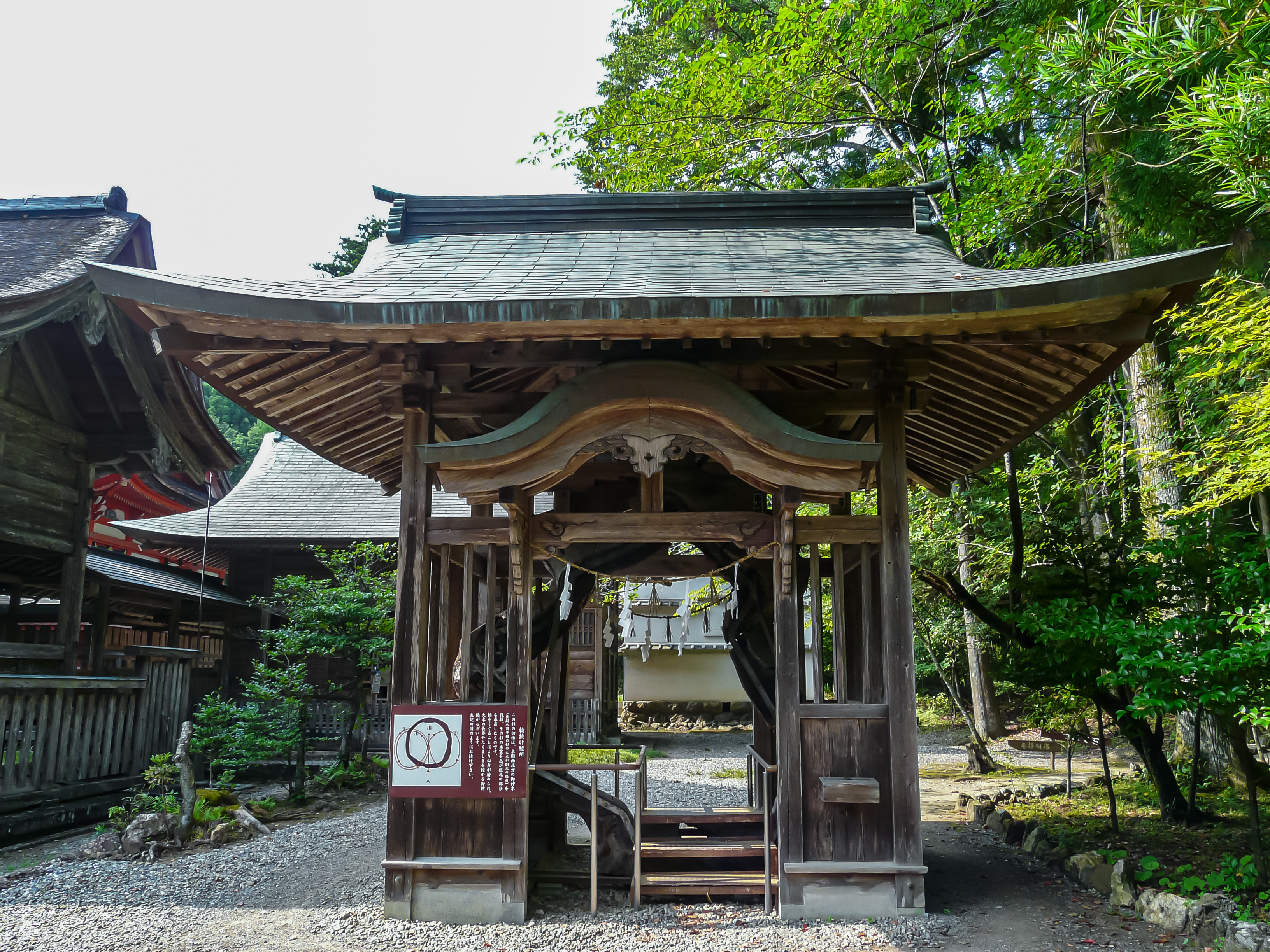
輪抜祓所
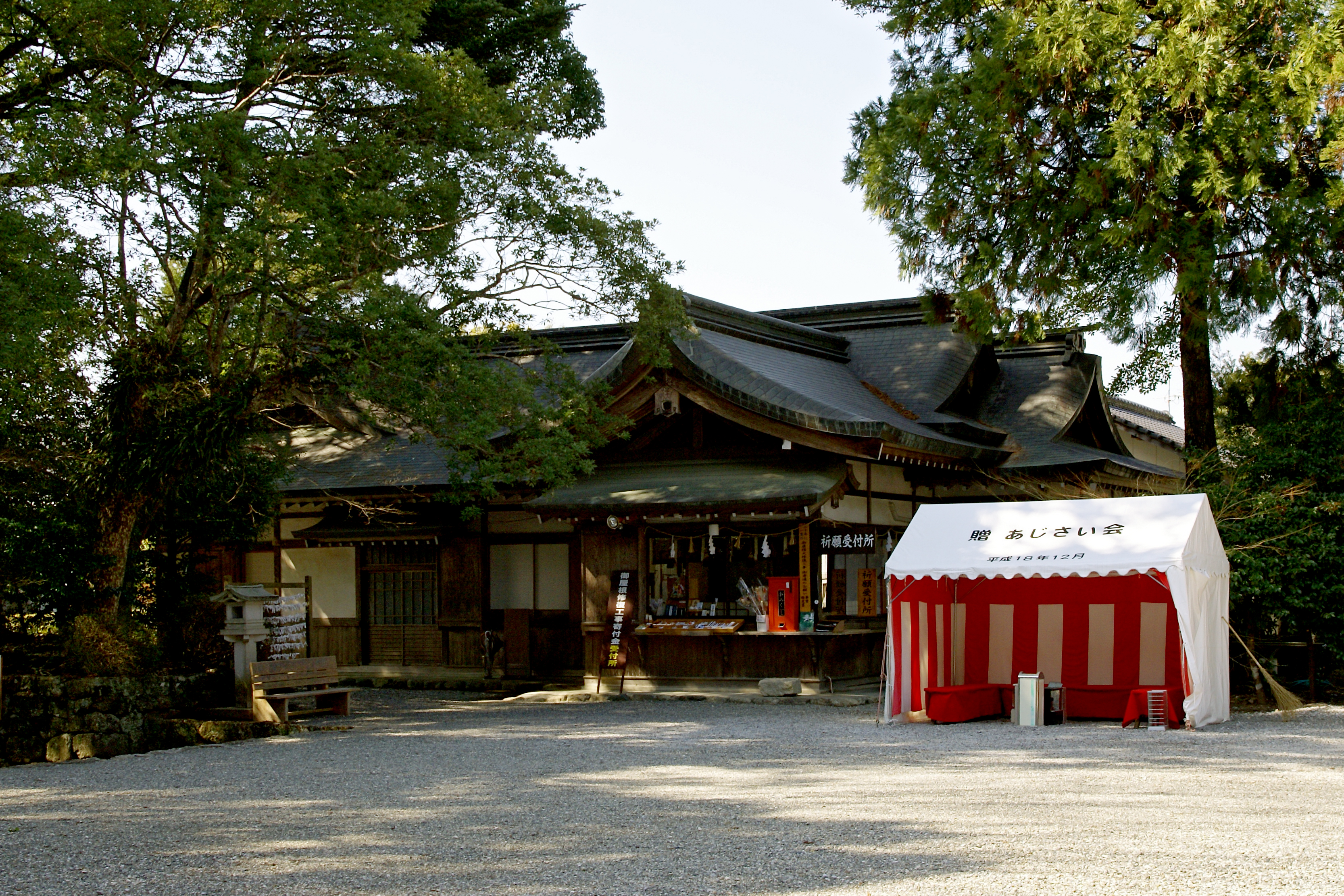
社務所

### 旧跡
境内・境外に残る旧跡は次の通り。

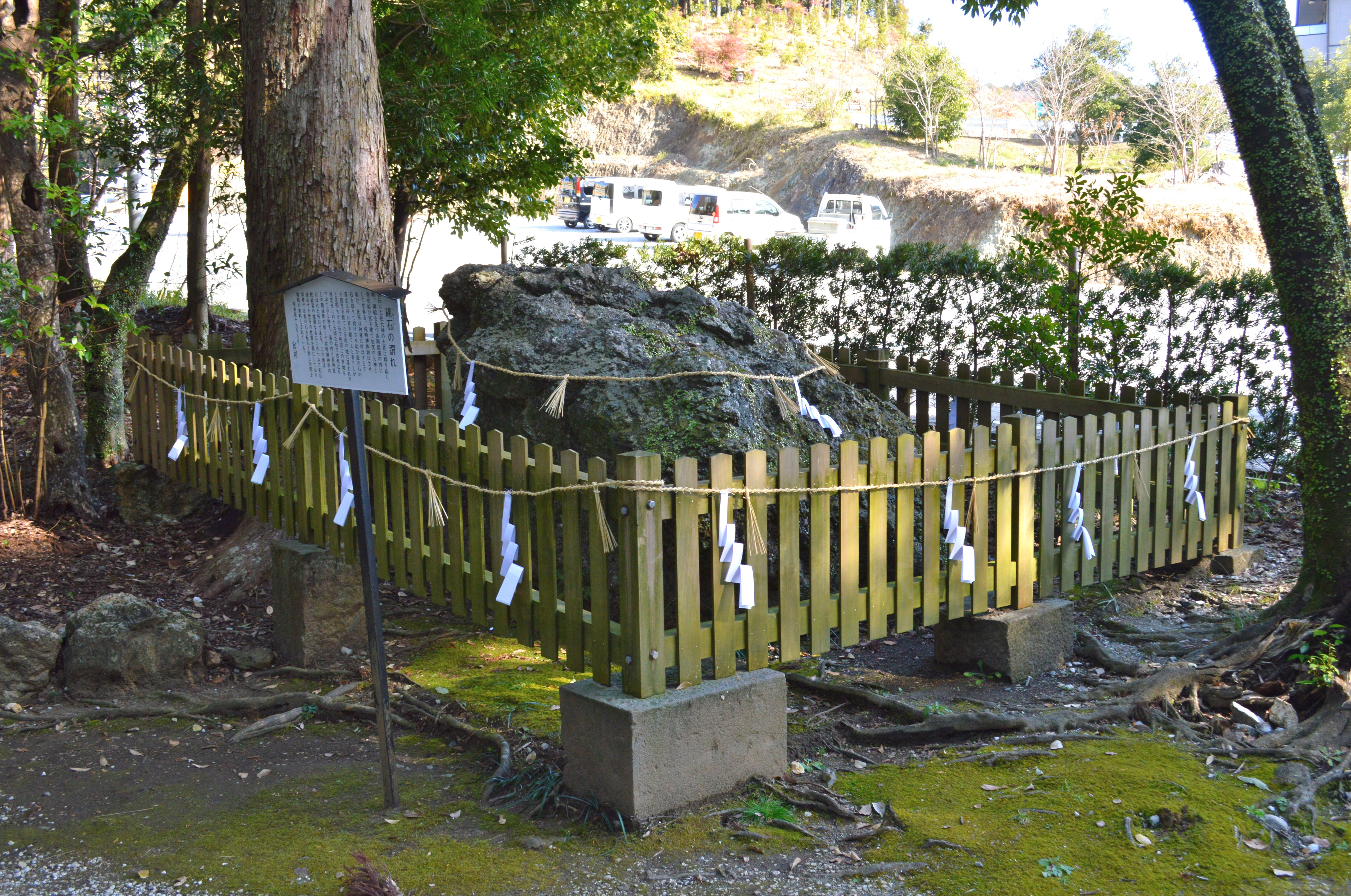
礫石土左大神は、この石を投げて鎮座地を選定したと伝える。

- 礫石（つぶていし） - 境内東北方にある畳2畳程の自然石。土左大神が鎮座地を定めるにあたり投げた石と伝える[3]。古くはこの礫石を磐座として祭祀が行われたとする説がある[10]。
- 禊岩（みそぎいわ） - 境内東方の神苑にある岩。かつて禊の斎場であった境内西方のしなね川に所在したが、境内に移し祀られている[3]。
- 御手洗池（みたらしいけ） - 境内北西方にある池。かつて雨乞神事が行われたと伝える。
- 斎籠岩（いごもりいわ） - 境内北西方約300メートルの山中に所在する大岩。かつてはこの岩にて斎籠祭を行なったと伝える。
- 一宮古墳群 - 土佐神社付近にあった古墳2基である[14]。いずれも横穴式石室を有する古墳時代後期の古墳で、東側山麓の東天神に1号墳、西約100メートルの大塚に2号墳があった（いずれも消滅）[14]。1号墳の詳細は不明[6]。2号墳は明治20年（1887年）に破壊され、石室の天井石5枚のうち1枚は土佐神社楼門前の橋に、3枚は鳥付川に架けた太古橋に、1枚は楼門前の社号標に転用された[14]。これらから類推される元の石室は、現在県下最大の小蓮古墳（南国市岡豊町小蓮）石室に匹敵する規模であったと見られている[14][6]。

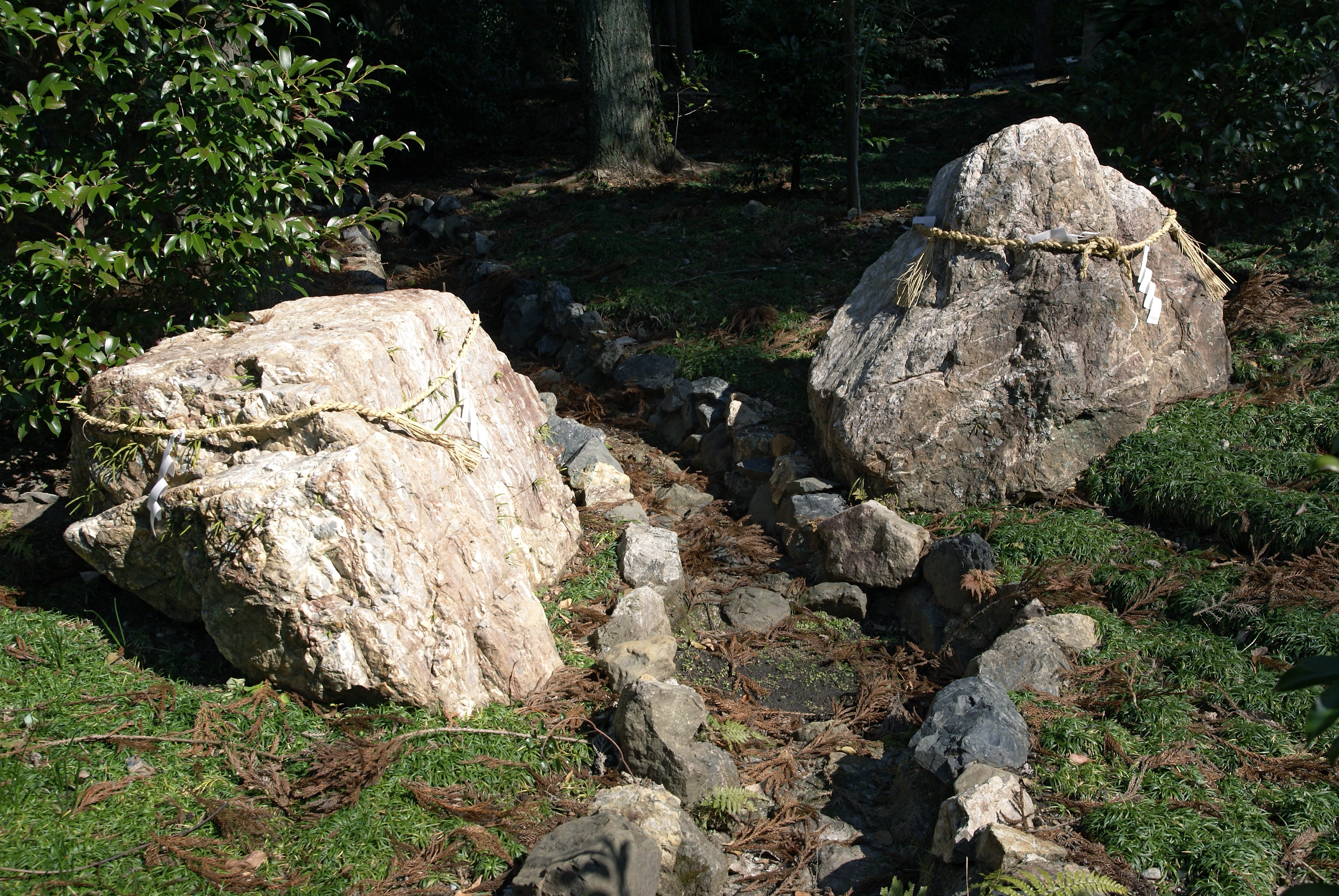
禊岩
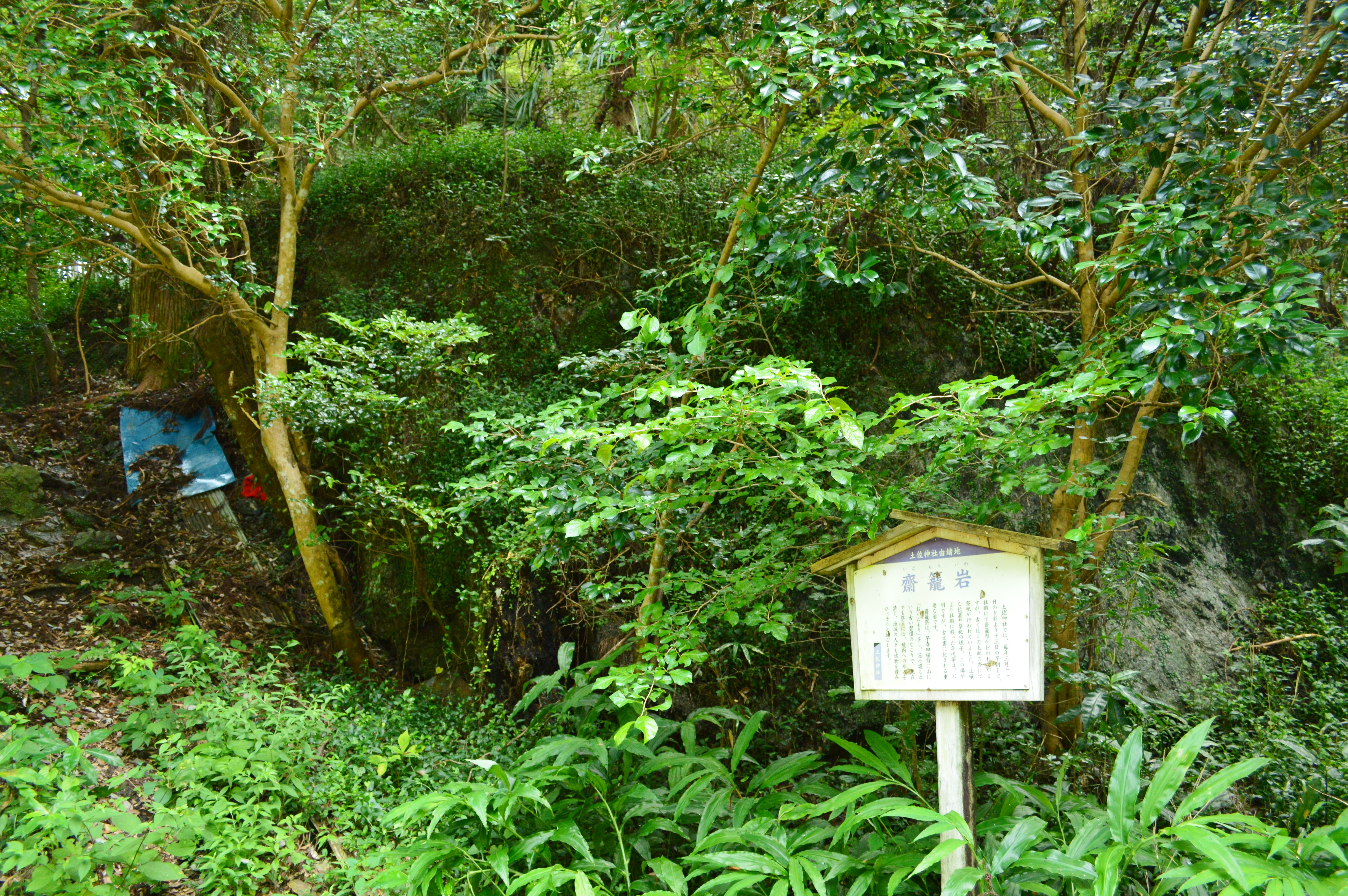
斎籠岩
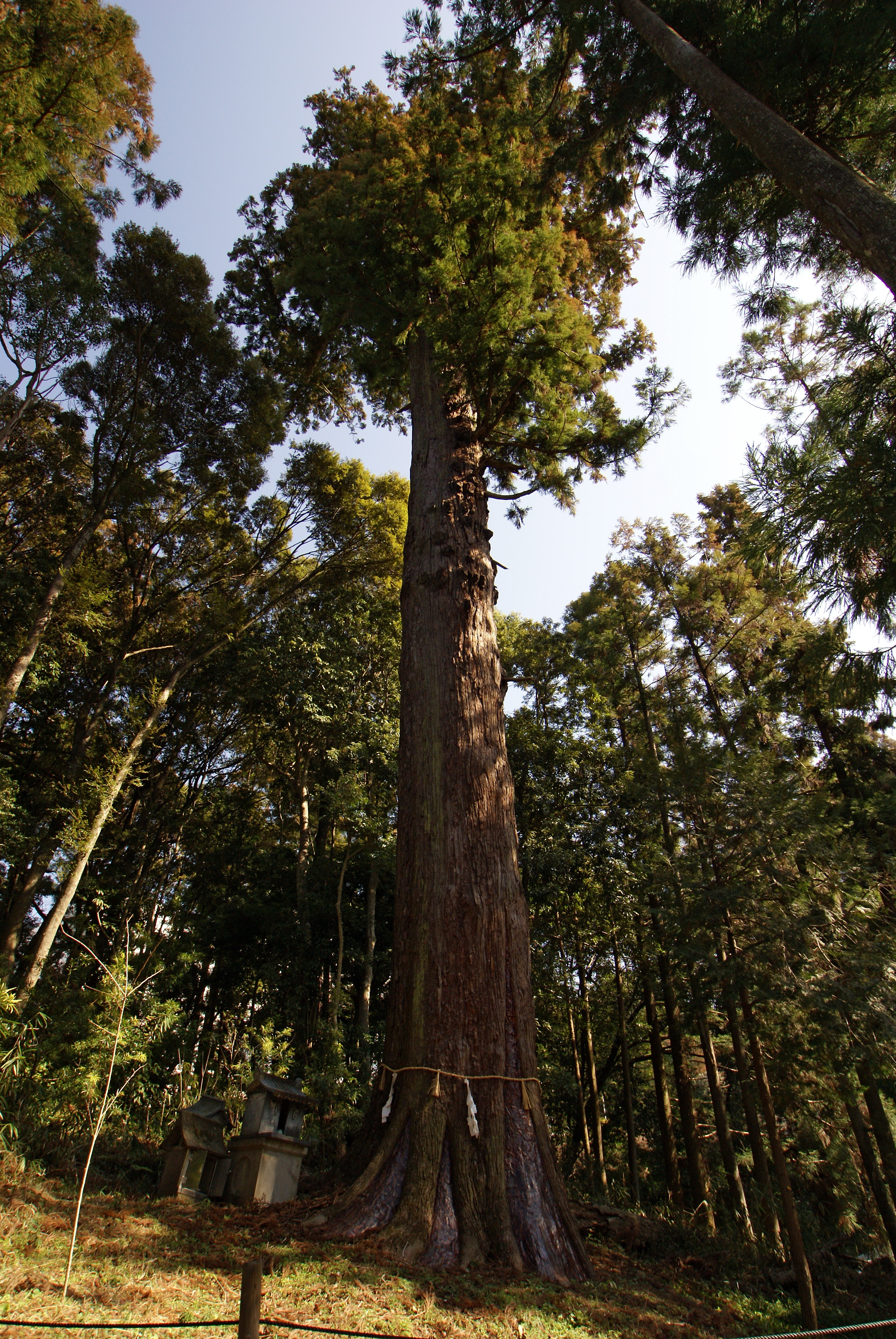
大杉 本殿後方に位置。
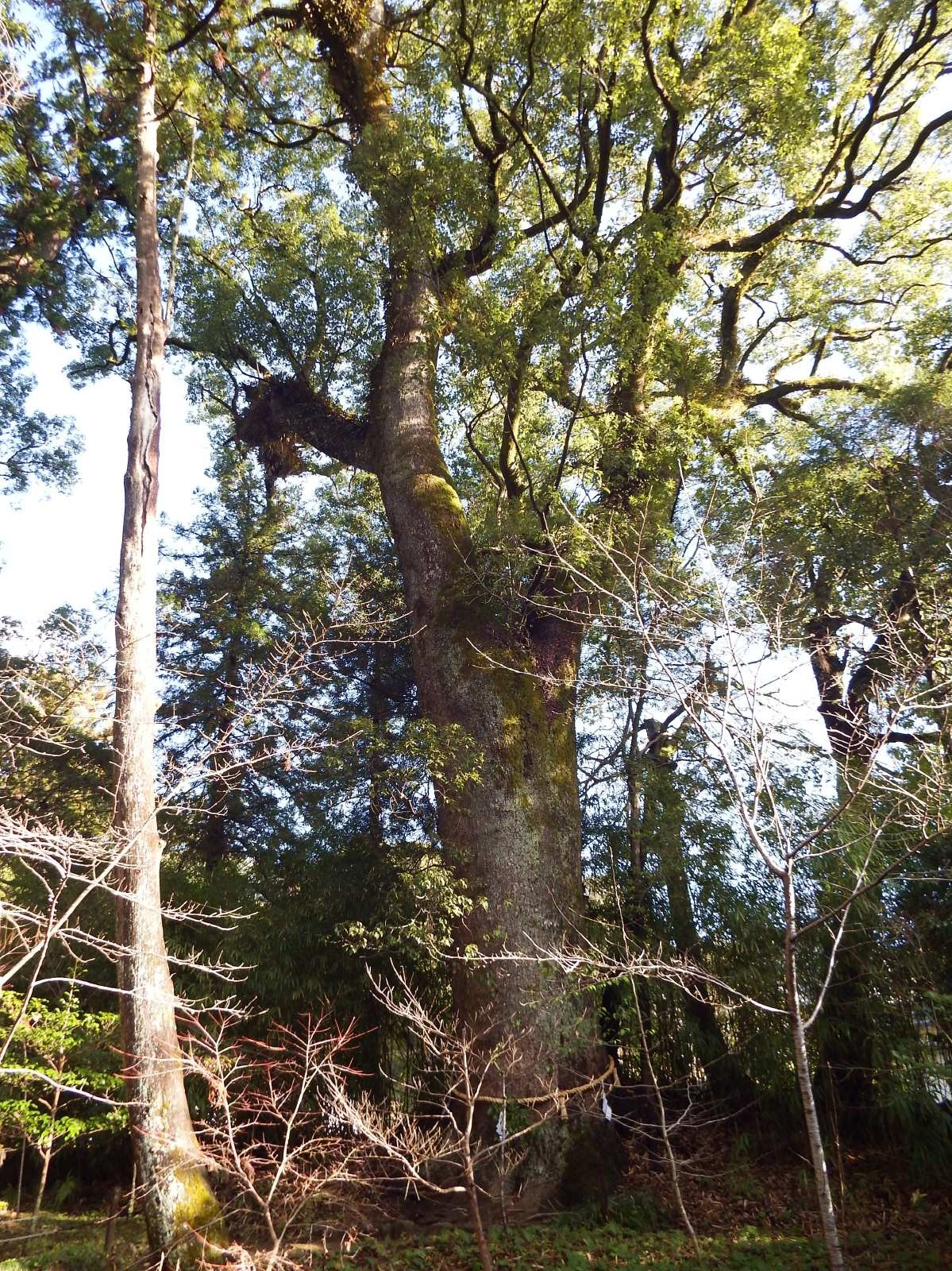
大楠 厳島社の後方に位置。
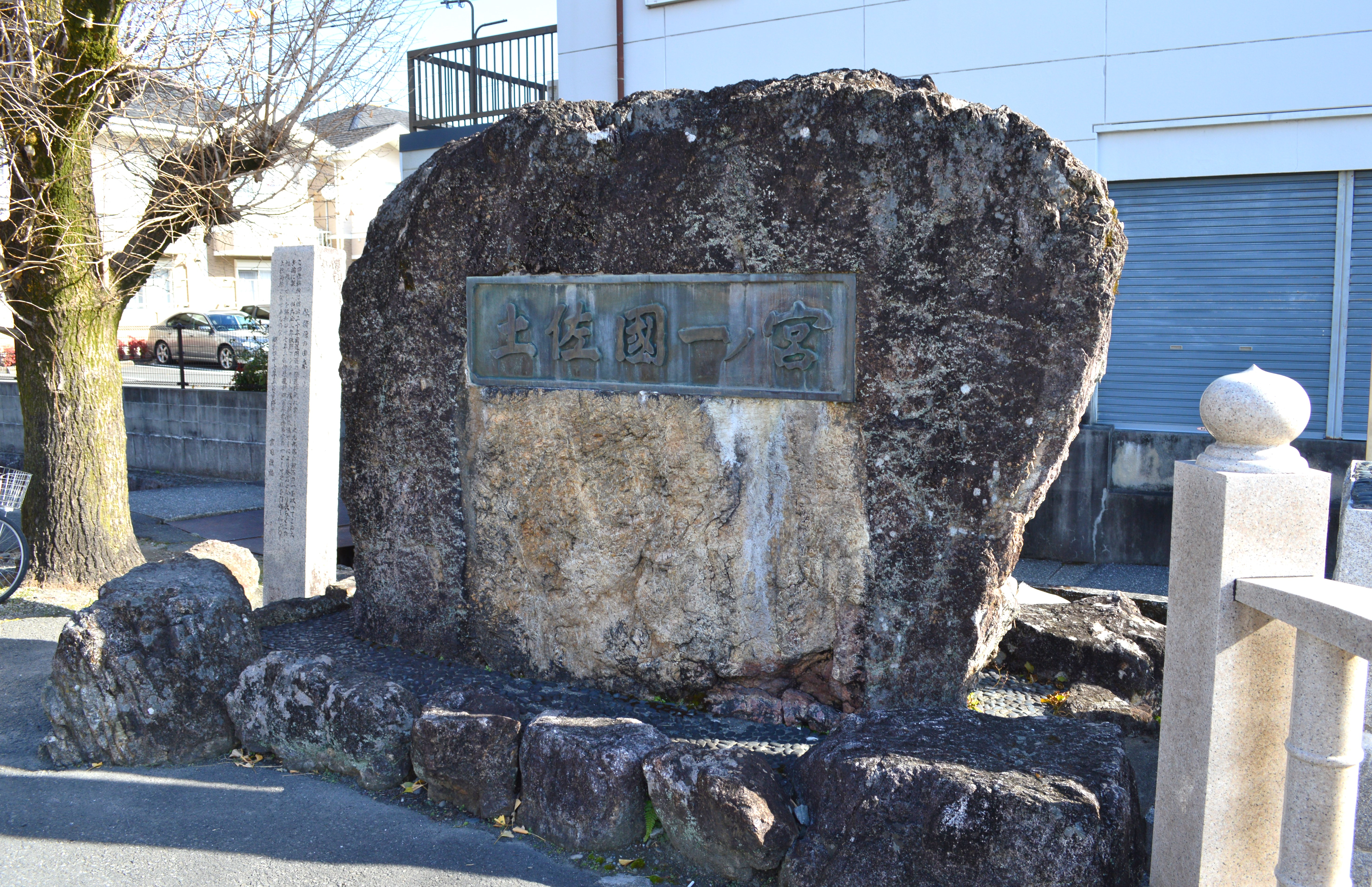
社号標 一宮古墳群2号墳の天井石。

## 摂末社

### 摂社

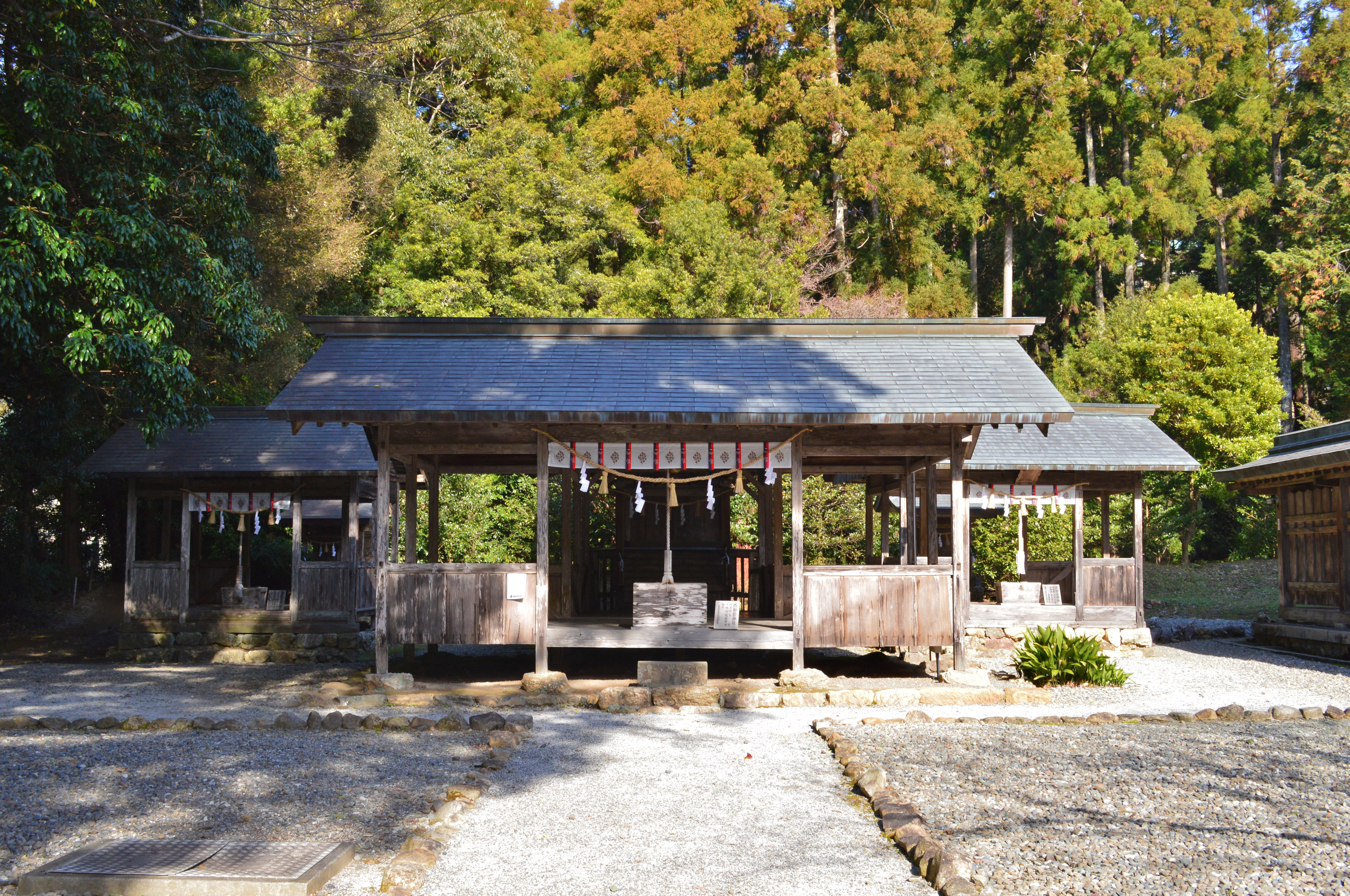
摂社の3社（左から）事代主神社・西御前社・大国主神社。

- 西御前社 - 祭神は未詳。祭日：3月28日・12月20日[34]
- 大国主神社 - 祭神は大国主命。祭日：3月1日・12月1日[34]
- 事代主神社 - 祭神は事代主命。祭日：3月1日・12月1日[34]

### 末社
- 秋葉神社 - 祭神は火之迦具土神。鳥居横の小祠。
- 厳島神社 - 祭神は市寸嶋姫命・多紀理比賣命・多岐都比賣命。祭日：11月3日[34]。放生池の小島にある祠。
- 神明宮 - 祭神は天照皇大御神・豊受大御神。祭日：2月17日・10月[34]。古くは伊勢神宮遥拝所であった[34]。平成24年再建。
- 瀧宮 - 祭神は未詳。祭日：6月28日・10月28日[34]。
- 東天神社 - 近年まで東方約100ｍの山腹に祀られていたが平成10年9月の大雨による地盤崩壊の恐れにより現在地の境内後方右に移転。かつては末社であったが東一宮の氏神となっている。祭日：6月26日・11月26日[34]。

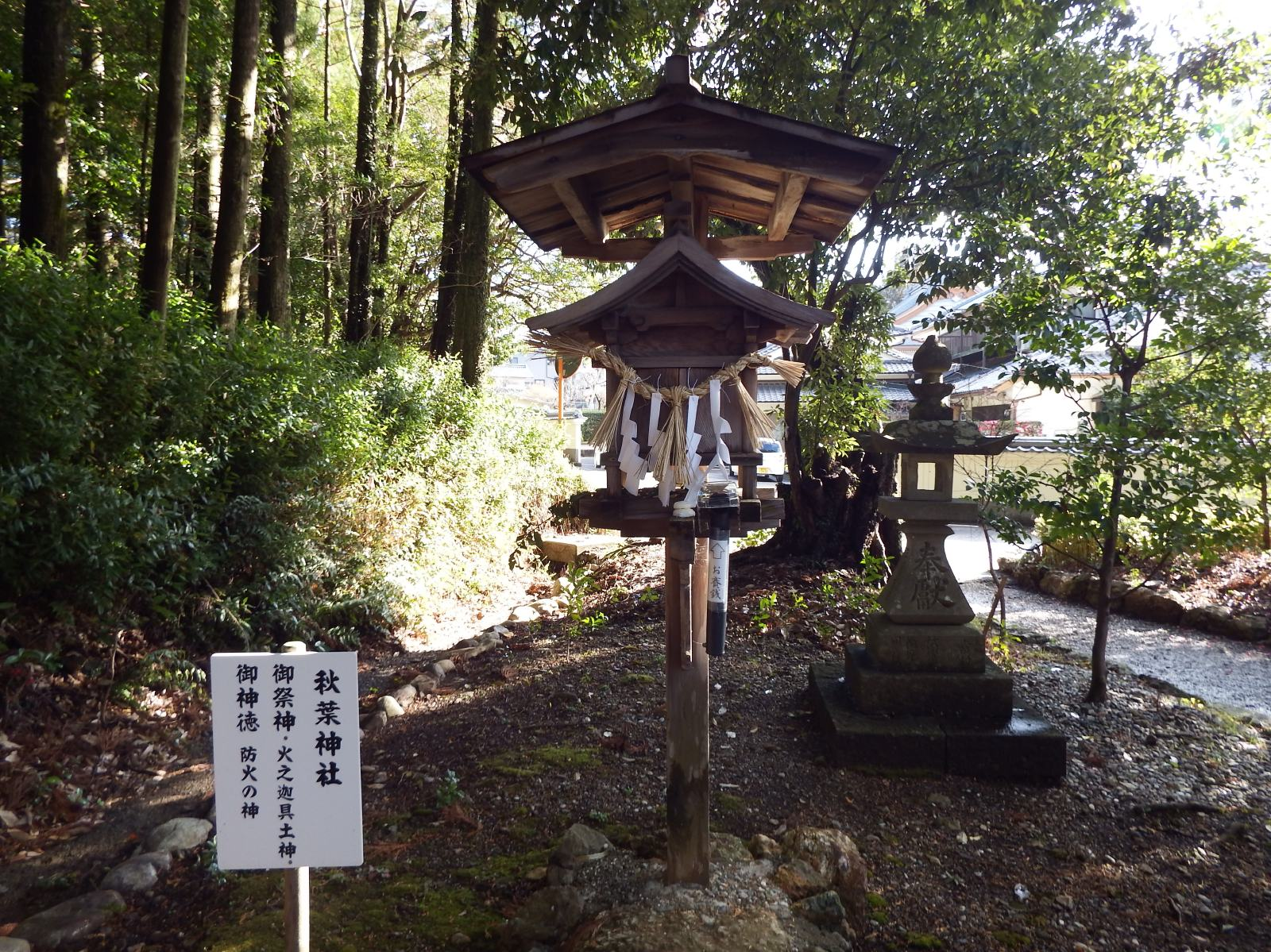
秋葉神社
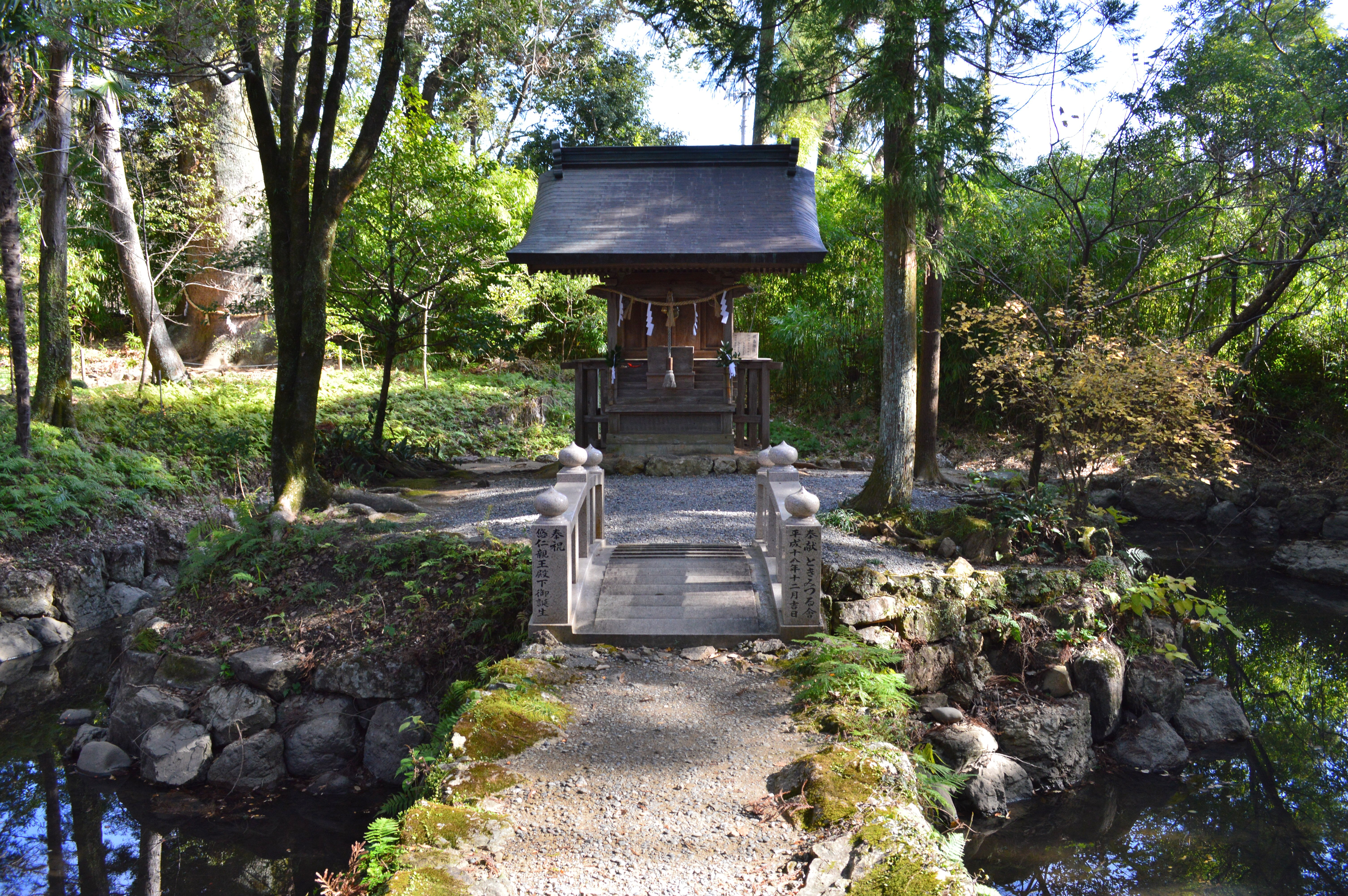
厳島神社
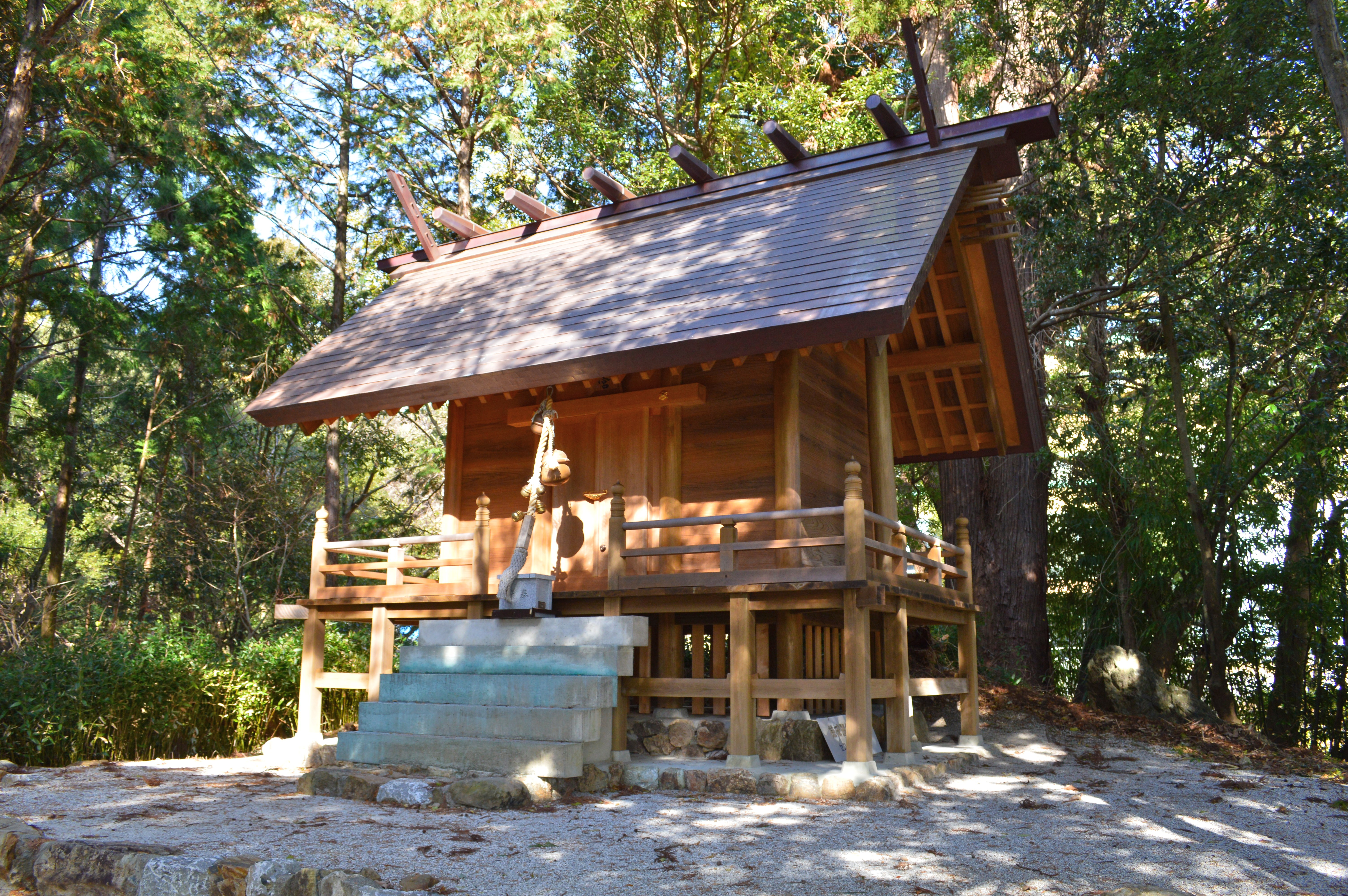
神明宮
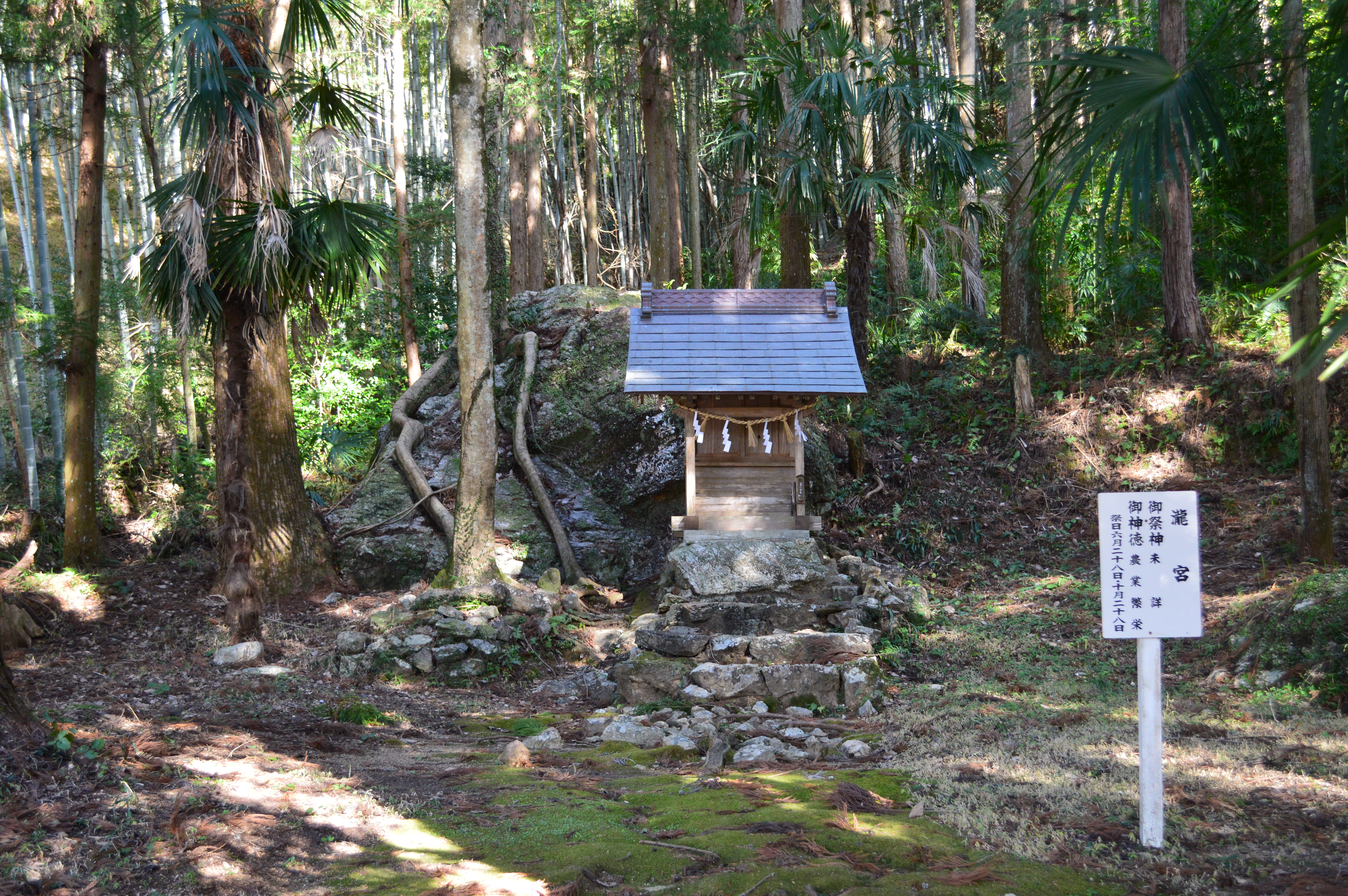
瀧宮
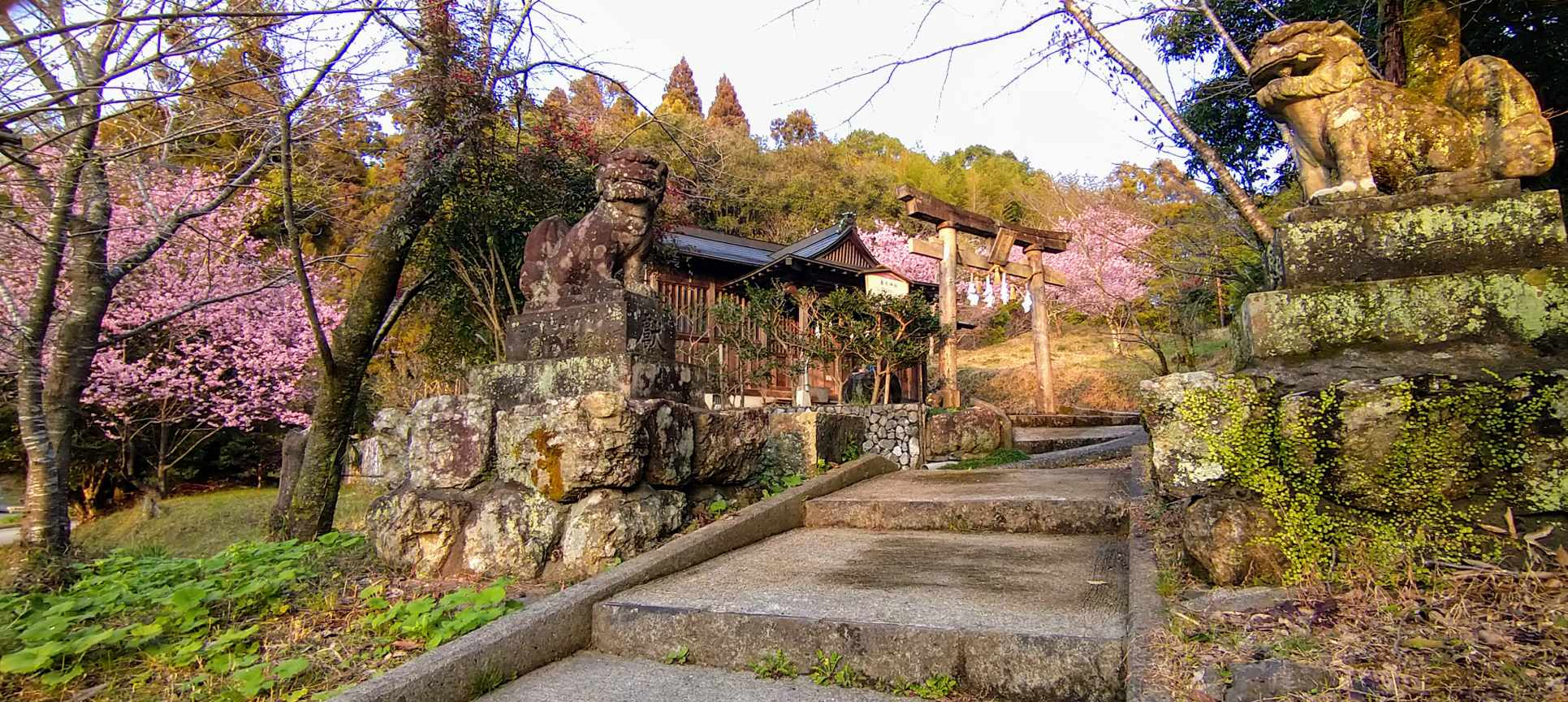
東天神社

## 関係地
鳴無神社

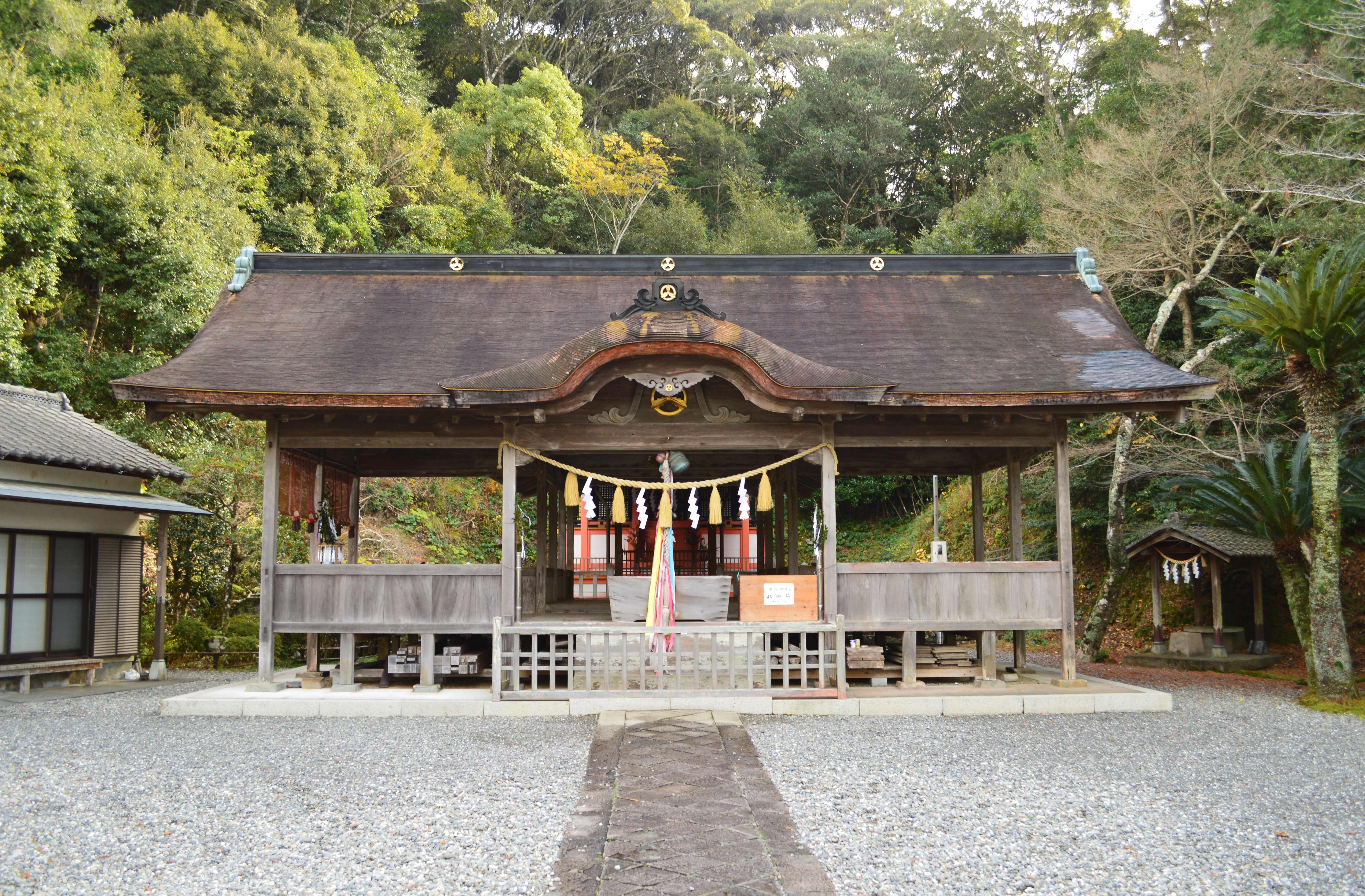
鳴無神社（須崎市浦ノ内東分）

- 所在地：須崎市浦ノ内東分（北緯33度24分51.25秒 東経133度22分7.91秒 / 北緯33.4142361度 東経133.3688639度）
- 祭神：一言主命（味鋤高彦根命と同一視）、配神に級長津彦命・級長津姫命（いずれも風神）
- 社格：旧郷社

「おとなしじんじゃ」。浦ノ内湾の最奥部に鎮座する。伝説では、土佐に流されて浦ノ内湾に漂着した一言主命を奉斎したのが鳴無神社で、ここから祀り変える地を選ぶため一言主命が投げて落ちた大石が土佐神社境内の礫石であるとする。また、天平宝字3年（759年）に始まるという土佐神社の志那禰祭において、古くは土佐神社・鳴無神社の御座船で船遊びがあったというが、土佐神社からの渡御はのちに土佐神社離宮（小一宮）までに改められたという。現在も鳴無神社の祭神は土佐神社と同神とし、土佐神社と同じ8月25日に「志那弥祭」として船遊び神事を行なっている（詳細は「鳴無神社」を参照）。
土佐神社離宮
- 所在地：高知市吸江（北緯33度32分59.19秒 東経133度34分9.38秒 / 北緯33.5497750度 東経133.5692722度）

「小一宮」とも称される。五台山の北麓に鎮座する。かつての志那禰祭において、土佐神社からの神幸があった御旅所（神輿の仮鎮座地、行宮）跡である。志那禰祭は元は鳴無神社への神幸であったが、海難や山犬に襲われるなどがあったため、この小一宮を建ててここまでの神幸に改めたという。この小一宮までの海上渡御は、明治に一本松御旅所が建てられるまで続いた。
土佐神社御旅所
- 所在地：高知市一宮中町（北緯33度34分53.42秒 東経133度34分28.17秒 / 北緯33.5815056度 東経133.5744917度）

「一本松御旅所」とも。土佐神社一の鳥居付近に所在。現在の志那禰祭において、神輿が神幸する御旅所である。古くは小一宮までの海路の神幸であったが、明治13年（1880年）に当地に御旅所を建てて徒歩の神幸となった。志那禰祭の御旅所祭では、鳴無神社に向かって神楽が奉納される。
葛木男神社
- 所在地：高知市布師田（北緯33度35分17.61秒 東経133度36分5.73秒 / 北緯33.5882250度 東経133.6015917度）
- 祭神：高皇産霊神・葛木男大神（葛城襲津彦命）・葛木咩大神（葛城襲津彦妃命）
- 社格：式内社「葛木男神社」、式内社「葛木咩神社」（合祀）、旧郷社

「かつらきおじんじゃ」。昭和47年（1972年）に葛木咩神社を合祀した。
『土佐国風土記』逸文には土左高賀茂大社の東4里（約2キロメートル）に土佐郡の郡家（郡衙）があったというが、その郡家の所在地をこの葛木男神社付近に比定する説がある。また同風土記の別の逸文では、土佐郡家内には土左大神の子（御子神）の天河命（あまのかわのみこと）を祀る社が、郡家南の道には天河命の娘神の浄川媛命（きよかわひめのみこと）を祀る社があると見え、一説にこれら天河命・浄川媛命は葛木男神・葛木咩神に比定される（詳細は「葛木男神社」を参照）。

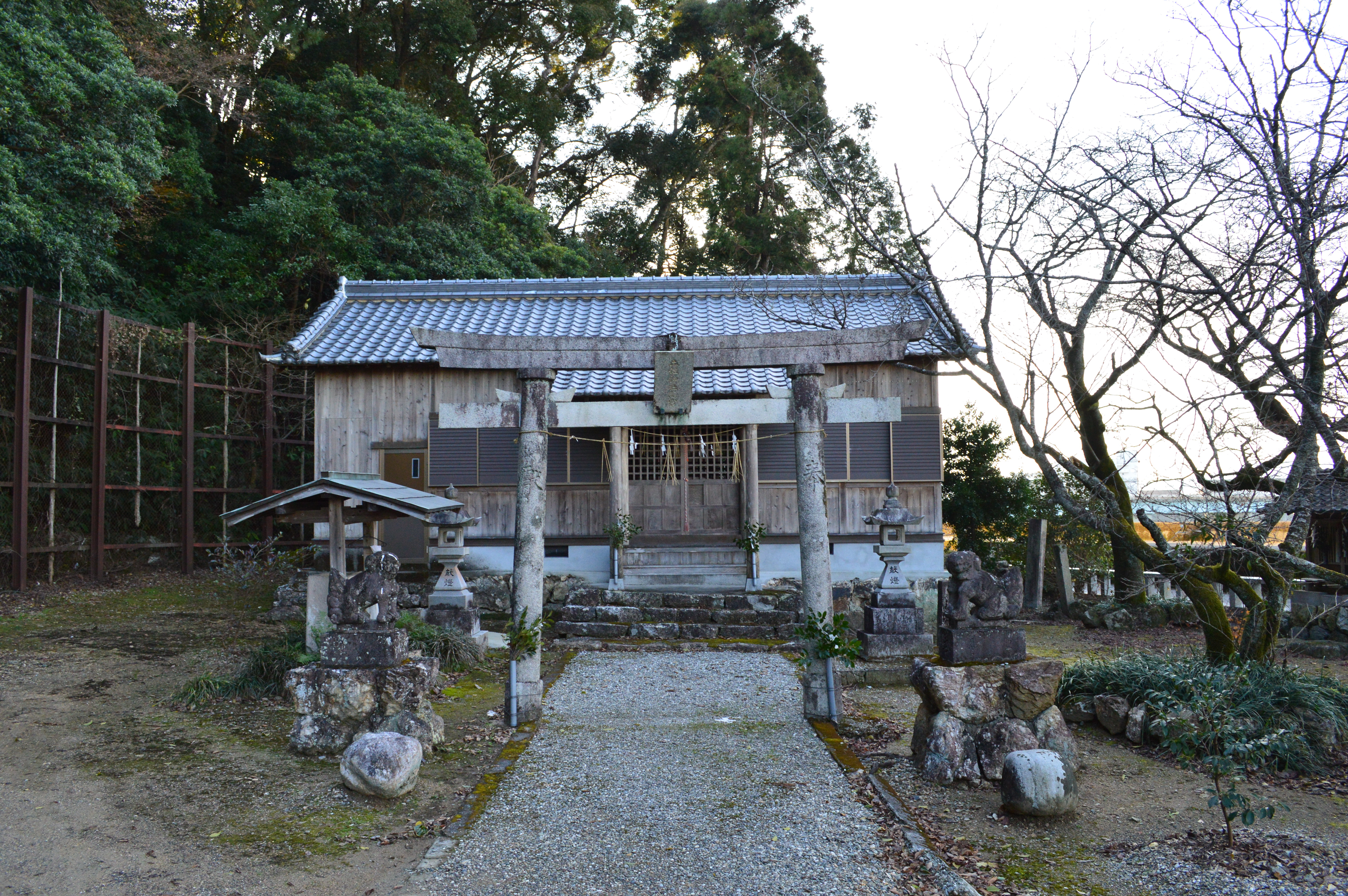
土佐神社離宮（小一宮）（高知市吸江）
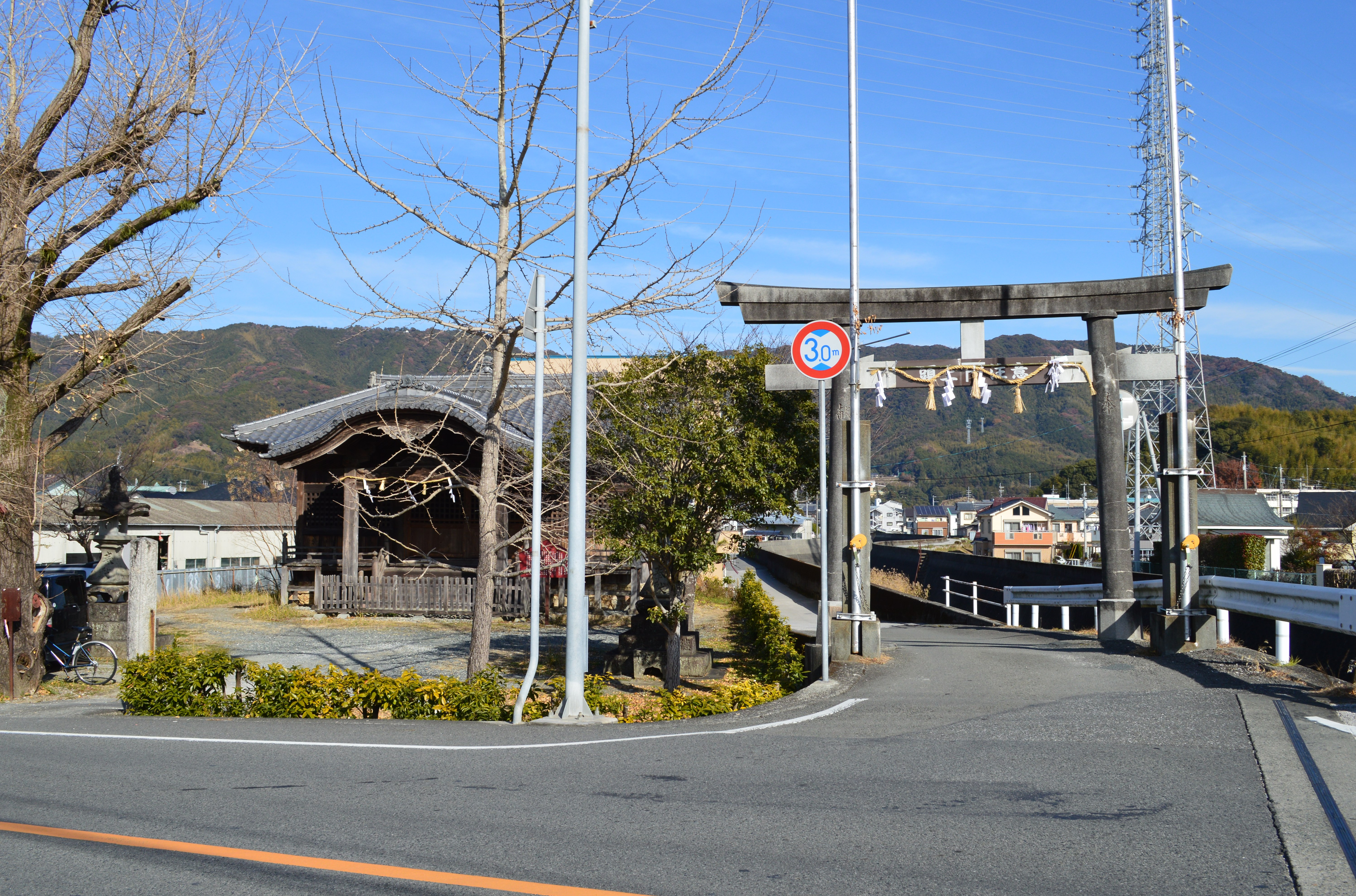
一本松御旅所と一の鳥居（高知市一宮中町）
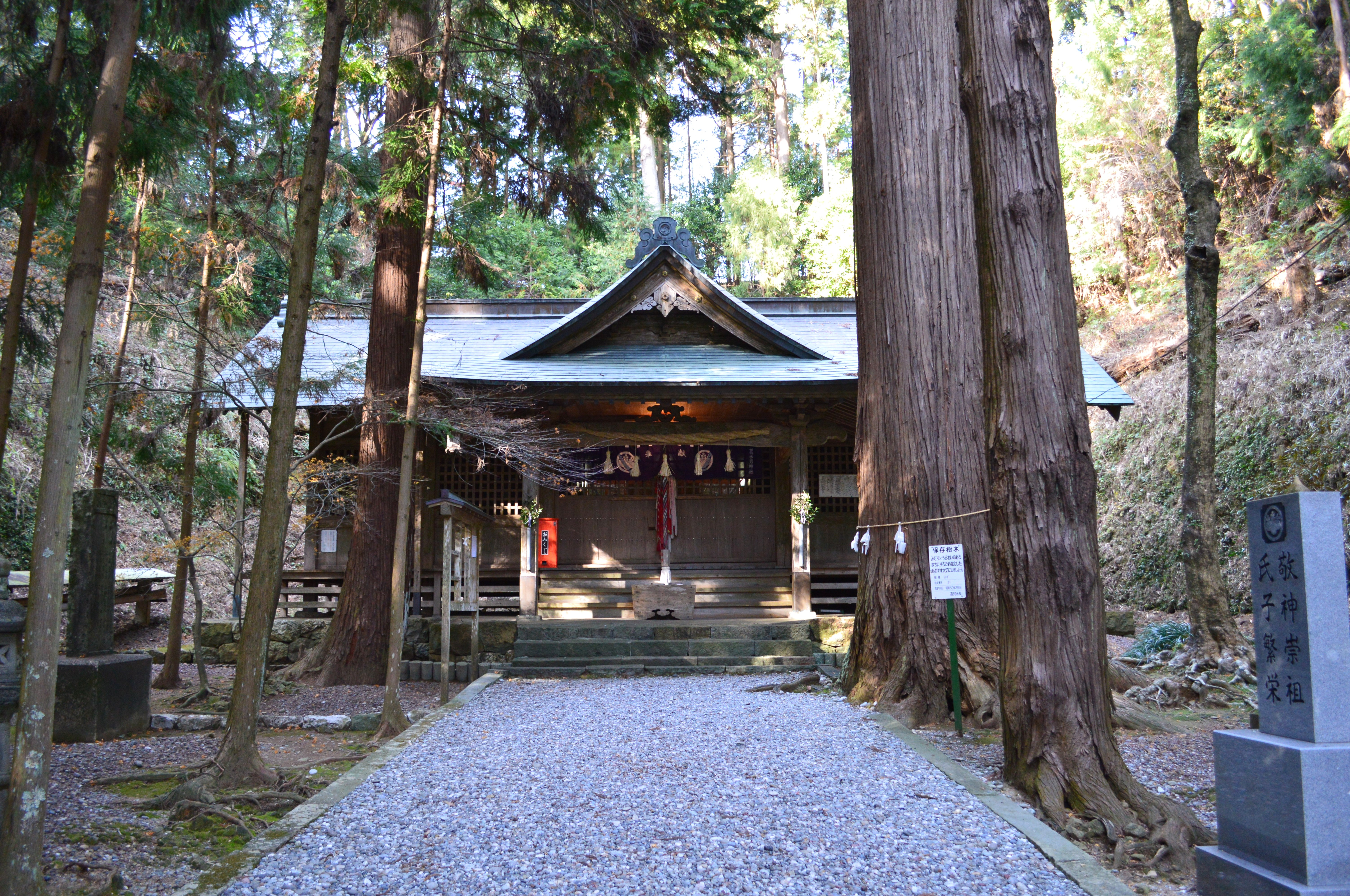
葛木男神社（高知市布師田）

## 祭事

### 年間祭事
社記によると、江戸時代初頭まで土佐神社の祭事は年間75度あったというが、その後は27度となったという。現在の主要祭事は次の通り。
- 歳旦祭 （1月1日）
- 射初祭（いぞめさい） （1月第3日曜）
- 斎籠祭（いごもりさい） （3月11日-13日）
忌部3人のうち1人が本殿内陣に籠もって祈念し、その間に本殿周囲で種々の神事を行う。この間は一般の参拝は禁じている。かつては境内北西方の「斎籠岩」にて行なったという[3]。
- 大祓式（夏越の祓） （6月30日）
- 志那禰祭（しなねまつり） （8月24日・25日）
- 秋祭 （10月8日）
- 新嘗祭 （11月23日）
- 大祓式 （12月31日）

### 志那禰祭
8月24日・25日に行われる例祭（最も重要な祭）で、「土佐三大祭」の1つに数えられる。古くは旧暦7月3日に行われていた。「しなね」の語源は、風神の「シナツヒコ（級長津彦神/志那都比古神）」に基づくとする説、新稲祭（新嘗祭）の「新稲」の転訛とする説など諸説がある。志那禰祭は天平宝字3年（759年）に始まるといい、別名を「御船遊び」といって古代には鳴無神社（須崎市浦ノ内東分）まで御座船で海上神幸を行なったとされる。この海上神幸の存在から、土佐神社が古くは水上交通を掌握していたとする説もある。しかし海難や赤木山（現・青龍寺）の山犬に襲われることがあったので、五台山北麓に御旅所（現・土佐神社離宮：小一宮）を建てて、そこまでを船渡御にして変わったという。その渡御も、明治13年（1880年）に建てられた現在の一本松御旅所までの徒歩神幸と改まり、現在に至っている。
今日の祭礼は、8月24日早朝の忌火祭で鑽火を篝松明に移すに始まり、夜に宵宮祭を行う。この松明の火については、参詣者が持ち帰ると落雷から免れるという信仰（火雷信仰）がある。翌25日には午前にしなね祭を行い、午後3時頃からは神幸祭として、神輿を始め宮司・権禰宜・神馬・氏子総代・楽人らの行列が御旅所まで渡る。この神幸では鯰尾鉾（太郎鉾）を始めとする青銅鉾12振が加わり、また昔の名残で昼でも松明を焚き、犬吠えを行う。御旅所では祭礼や神饌献上を行い、終わると本殿に還御し還御祭を行なって祭りを終える。

## 文化財
重要文化財
- 本殿（附 本殿棟札12枚）- 明治37年8月29日指定[22]。
- 幣殿及び拝殿 - 明治37年8月29日指定[23]。
- 鼓楼 - 昭和9年1月30日指定[28]。
- 楼門 - 昭和57年2月16日指定[31]。

高知市指定有形文化財
- 土佐神社の鰐口 - 戦国時代の天文21年（1552年）作の鰐口。面径41.7センチメートル。土佐国で製作された鰐口の初見になる。昭和42年2月3日指定[40]。
- 土佐神社の能面 - 能面38面・狂言面5面・不詳面8面の計51面。長宗我部氏からの寄進と見られ、製作年代は安土桃山時代以前とされる。昭和42年2月3日指定[41]。
- 土佐神社の銅鏡 - 土佐神社に伝わる銅鏡45面のうち42面。中国宋時代作の湖州鏡2面と、平安時代から江戸時代後期にかけての作の和鏡40面に大別され、さらに和鏡は懐中鏡2面・八稜鏡2面・方鏡3面・円鏡33面に分類される。昭和42年2月3日指定[42]。

## 社宝
- 鯰尾鉾 - 奈良時代末から平安時代初期頃の作と推定される青銅製の鉾。宝物の1つであるが、文化財指定は受けていない。志那禰祭での神幸行列に加わる青銅鉾12振のうち最も重要な鉾で、「太郎鉾」とも称される[1][2]。

## 現地情報
所在地
- 高知県高知市一宮しなね2丁目16-1

交通アクセス
- 鉄道：四国旅客鉄道（JR四国）土讃線 土佐一宮駅 （徒歩約15分）
- バス：高知駅（JR土讃線）から、バスで「一宮神社前」バス停下車 （乗車時間約15分、下車後徒歩すぐ）

周辺
- 善楽寺 - 四国八十八箇所第30番札所。